# Fiat (Marke)
Fiat (Akronym für Fabbrica Italiana Automobili Torino, deutsch Italienische Automobilfabrik Turin) ist eine italienische Automobilmarke des Stellantis-Konzerns, der aus der Fusion von FCA und PSA entstand. Unter der Marke Fiat werden Personenkraftwagen und leichte Nutzfahrzeuge (Fiat Professional) gefertigt und vertrieben, während beispielsweise Fiat Industrial andere Marken nutzte.

## Geschichte

### 1899–1929: Die Anfangsjahre

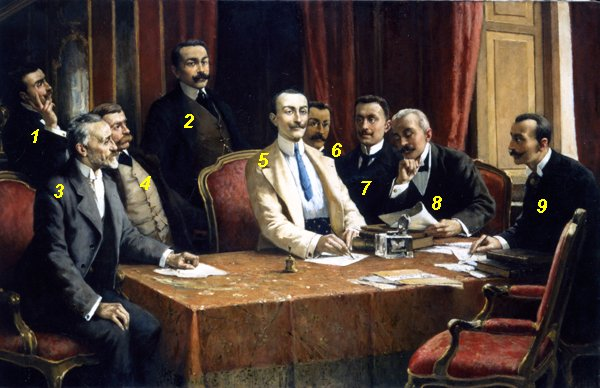
Gründer von Fiat: 1. Luigi Damevino, 2. Cesare Goria Gatti, 3. Roberto Biscaretti di Ruffia, 4. Carlo Racca, 5. Emanuele Cacherano di Bricherasio, 6. Michele Ceriana Mayneri, 7. Giovanni Agnelli, 8. Lodovico Scarfiotti, 9. Alfonso Ferrero

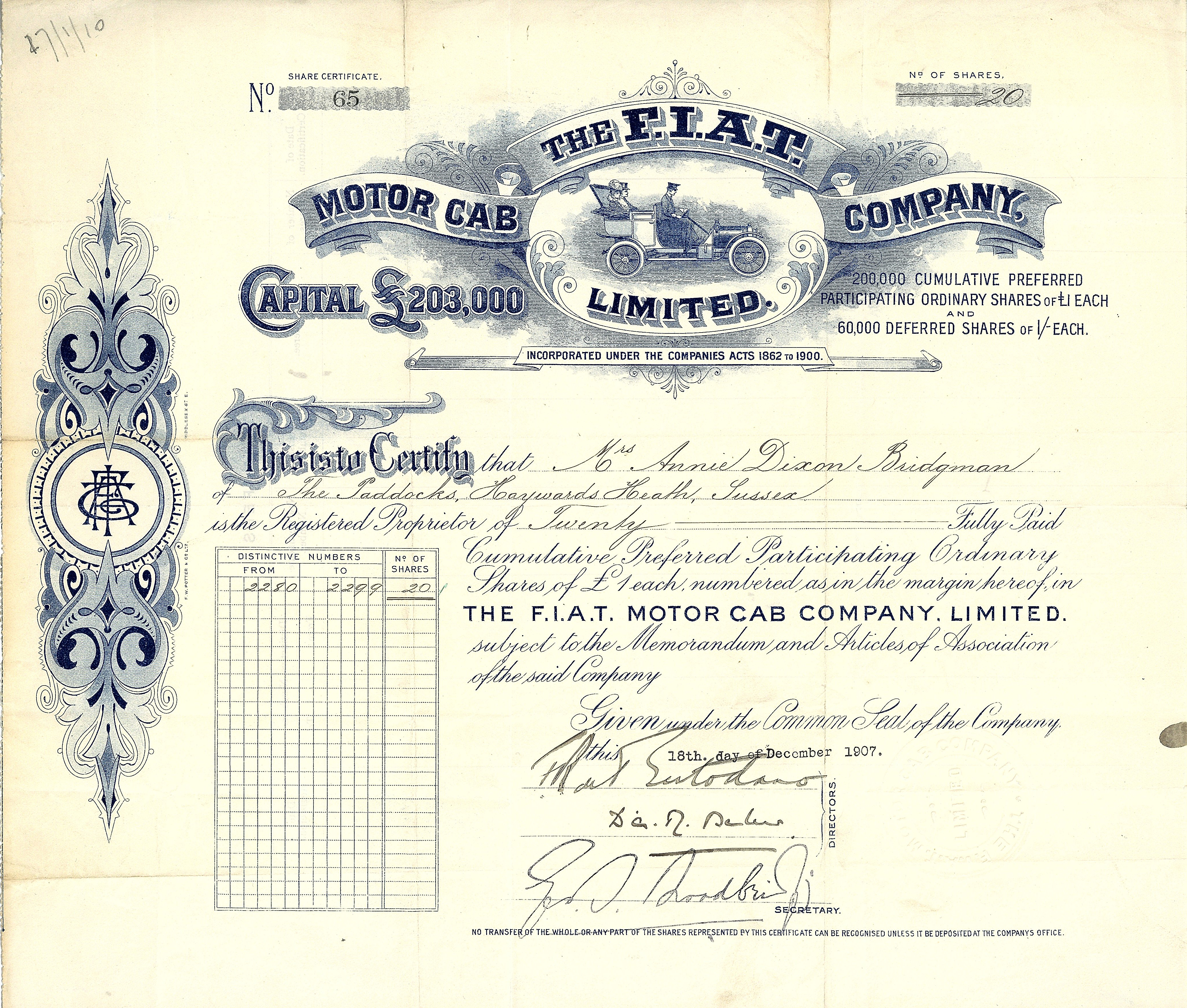
Aktie der F.I.A.T. Motor Cab Company, ausgestellt am 18. Dezember 1907. Eine Fiat-Tochtergesellschaft, gegründet am 9. Oktober 1906 in London.

Gegründet wurde die Firma Fiat am 11. Juli 1899 von neun Personen: Roberto Biscaretti di Ruffia, Carlo Racca, Emanuele Cacherano di Bricherasio, Michele Ceriana Mayneri, Cesare Goria Gatti, Lodovico Scarfiotti, Alfonso Ferrero di Ventimiglia, Luigi Damevino und Giovanni Agnelli, dem Großvater von Gianni Agnelli, unter dem Fiat ab 1966 zu einer großen europäischen Marke wurde. Das erste Modell war der Fiat 3,5 HP, von dem von 1899 bis 1900 etwa 20 Exemplare hergestellt wurden. 1900 wurde daraus der 6/8 HP abgeleitet, aus dem 1901 der 8 HP und 10 HP hervorgingen. Im Jahre 1903 kam der 12 HP auf den Markt. Im selben Jahr begann nach dem Export nach Frankreich und England auch der in die USA, und die Jahresproduktion betrug 134 Exemplare.

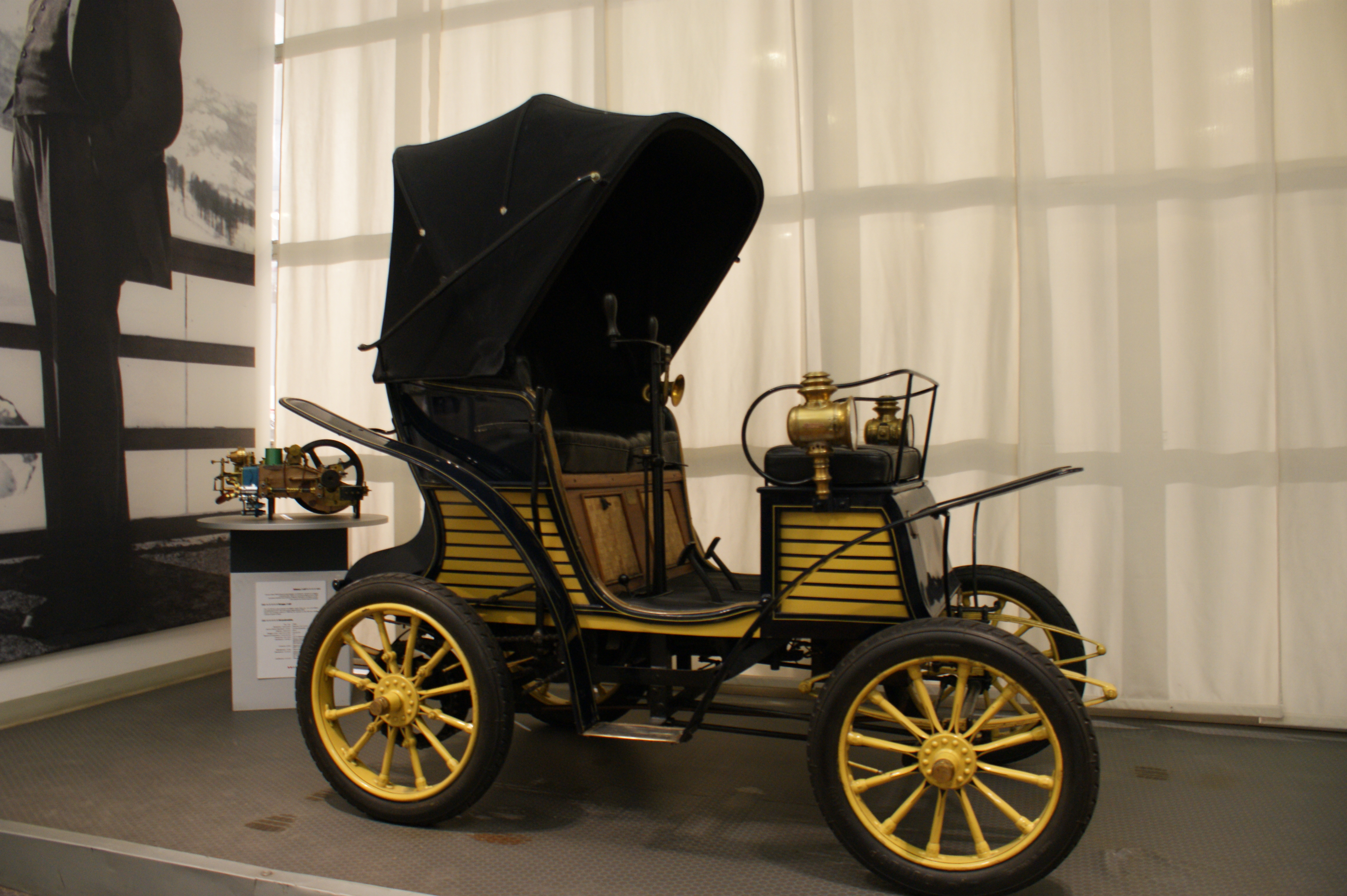
Das erste Fiat-Automobil, der 3,5 HP

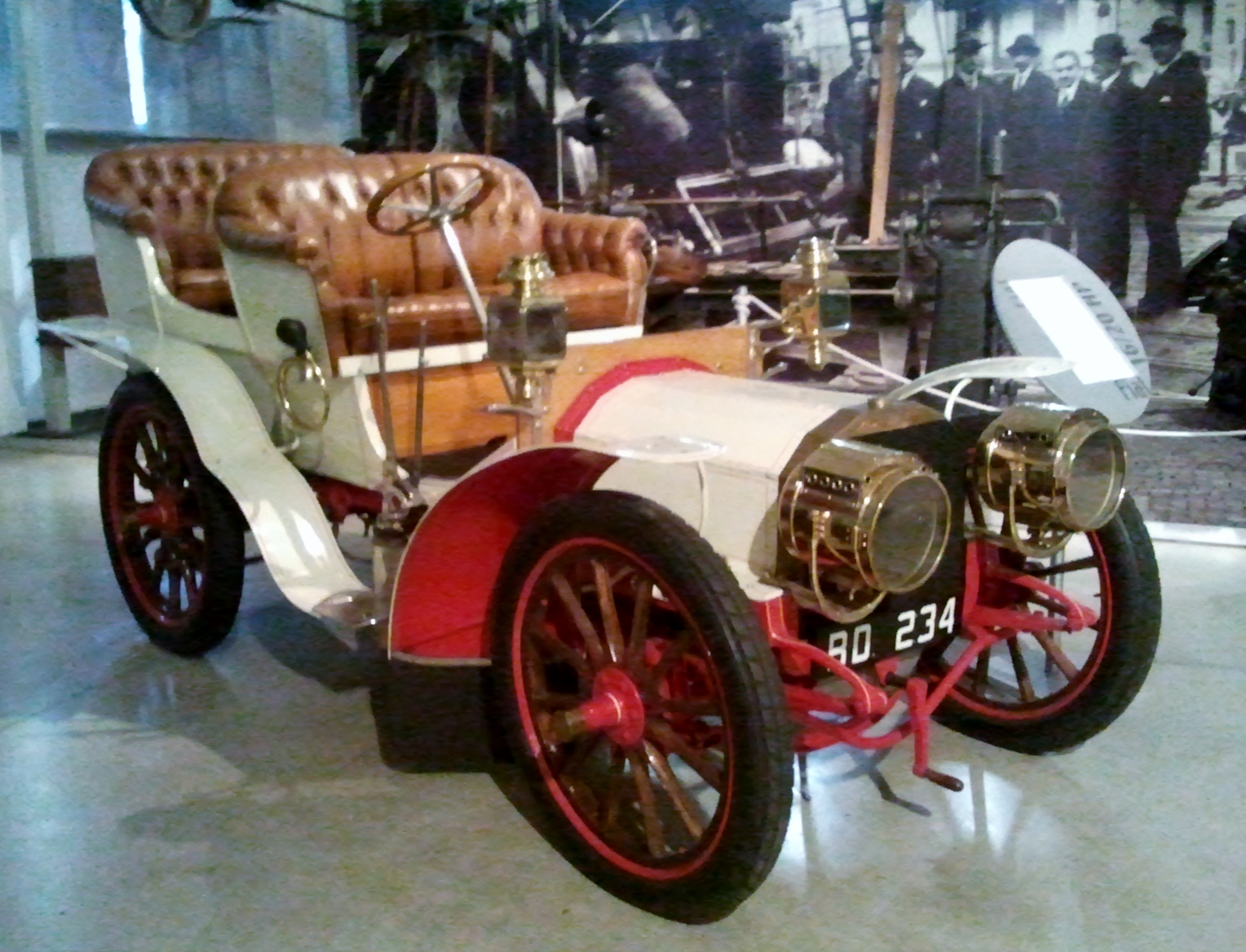
16-20 HP

Im Jahre 1905 übernahm Fiat die Ansaldi-Werke, gründete Fiat-Ansaldi, aus der schließlich die Brevetti-Fiat-Gesellschaft hervorging. Von 1905 bis 1912 wurde das Modell Brevetti, ein Landaulet mit 3 Litern Hubraum und 20 PS (15 kW), 1600-mal gebaut. Während in Europa damals der Automobilsport gegenüber der Luftfahrt zurücktreten musste, blieb dieser neue Sport in den USA weiterhin sehr populär. 1911 startete Fiat deshalb mit drei neu entwickelten S 74 beim Großen Preis von Amerika. Der Vierzylinder-Doppelblockmotor von über 14 Litern Hubraum entwickelte 190 PS (140 kW). Die roten Wagen beherrschten das Rennen, und David Bruce-Brown siegte für Fiat.
Der 12/15 CV Typ 1 von 1910 hatte einen Hubraum von 2412 cm³ mit einer Bohrung von 80 mm und einem Hub von 120 mm. Das Fahrzeug hatte ein Vierganggetriebe.
Der Rennwagen von 1912 hatte einen Vierzylindermotor mit 14.137 cm³ Hubraum mit 150 mm Bohrung und 150 mm Hub. Der Radstand betrug 2750 mm und die Spurweite 1350 mm.
1912 begann mit der Produktion des Fiat Zero die Großserienproduktion. Der Zero war eine Voiturette, also ein Kleinwagen unter 2 Liter Hubraum, von dem mehr als 2000 Exemplare in den Karosserieformen Torpedo und Spider hergestellt wurden. Für den Großen Preis von Frankreich 1914 wurde der S 57/14 entwickelt, der bei 4,5 Liter Hubraum 135 PS (99 kW) entwickelte und noch bis 1921 Erfolge bei Autorennen erzielte.

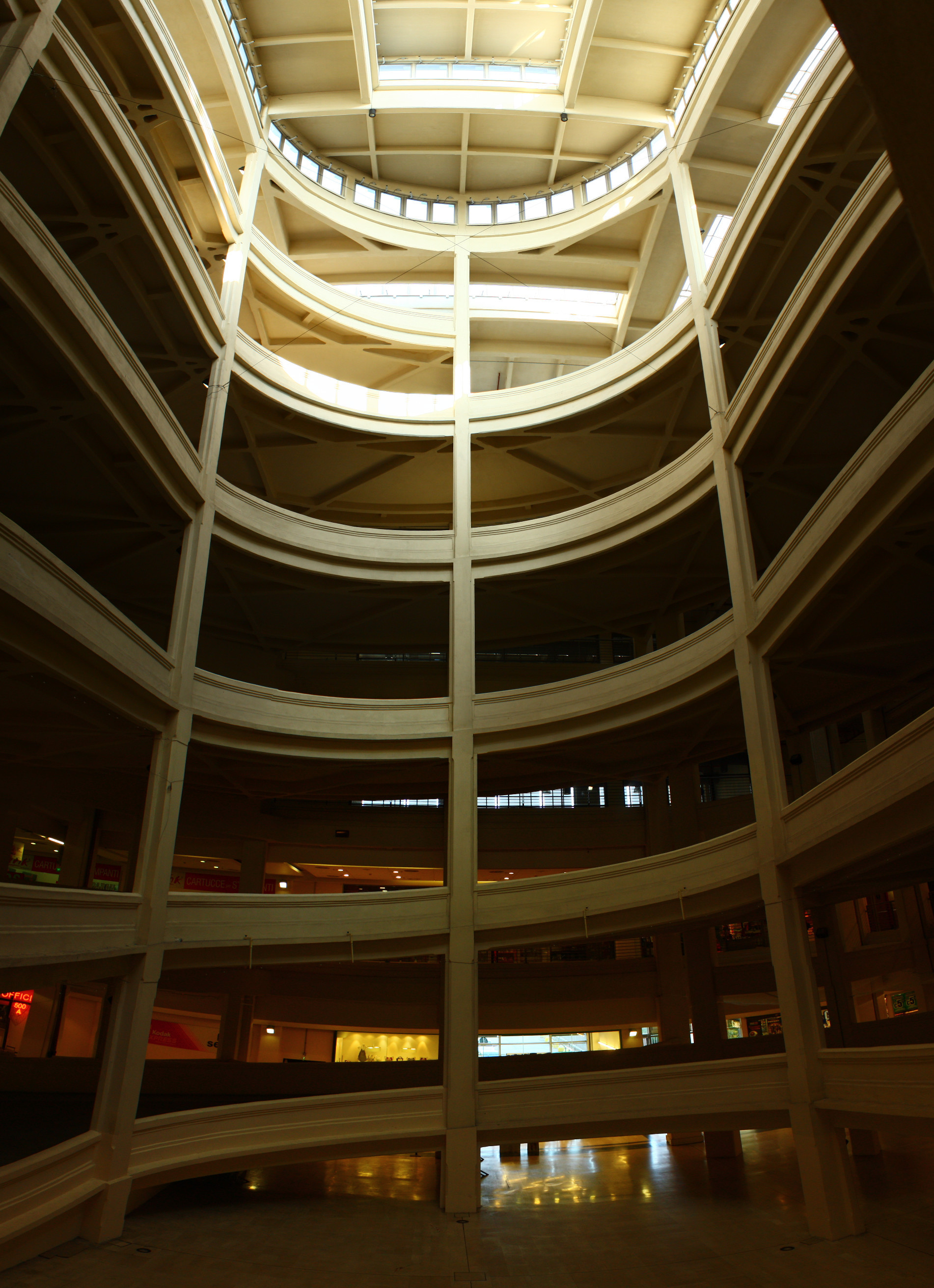
Das historische Fiat-Werk Lingotto

1916 errichtet Fiat das Automobilwerk Lingotto im gleichnamigen Stadtteil von Turin. Die Produktionsanlage war die größte und fortschrittlichste ihrer Zeit und besaß auf dem Gebäudedach eine Rundkurs-Teststrecke mit einer Länge von einem Kilometer.
Nach dem Ersten Weltkrieg wurde ab 1919 mit dem Modell 501 die Rationalisierung der Produktion durch Normierung vorangetrieben: Die Menge der Stahlrohre wurde um 70 % reduziert, aus über 1000 verschiedenen Metallrohrtypen wurden 36, und mehrere hundert Kugellager wurden auf 52 herabgesetzt. Sowohl Produktion als auch Transport und Lagerhaltung wurden vereinfacht. Der 501 wurde als Limousine, Spider und Torpedo hergestellt und leistete mit 1500 cm³ 23 PS (17 kW). Bis Ende 1926 wurde er 45.000-mal gebaut. Er war ein Exporterfolg und erzielte in seiner Sportversion ab 1920 auch Erfolge bei Rennen.

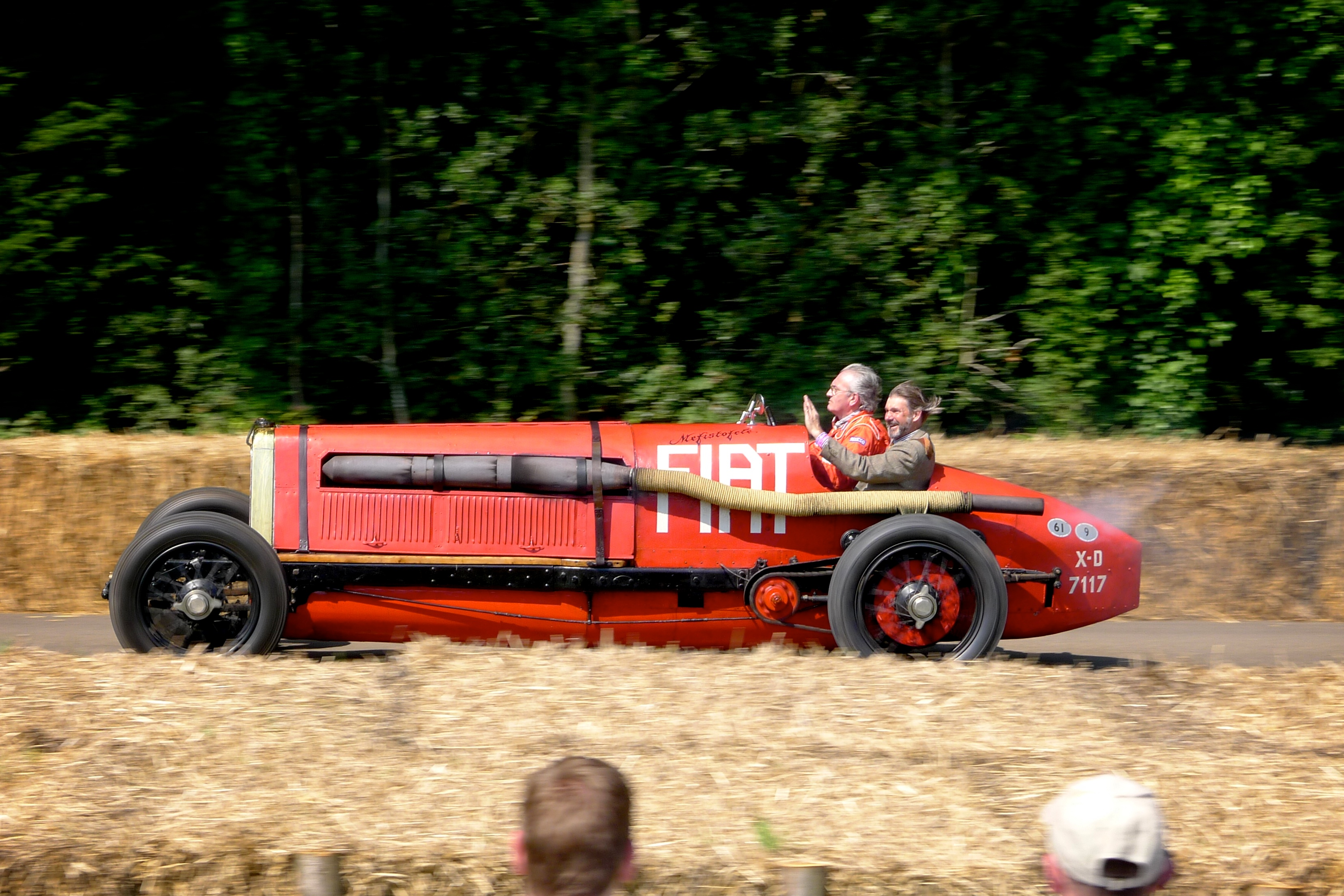
Der Weltrekordwagen Fiat Mefistofele (1923)

Mit dem Modell 801 erzielte Fiat damals auch Erfolge bei Grand-Prix-Rennen. 1922 wurde der Superfiat vorgestellt, der mit 12 Zylindern, 6800 cm³ Hubraum und sechs Sitzen in den Karosserieformen Torpedo oder Dorsay-Torpedo hergestellt wurde. Im selben Jahr wurde das Autodrom von Monza eingeweiht, zu dem Fiat den Rennwagen 804 entwickelte. Er entsprach der neuen Zweiliter-Rennformel und gewann mit seinem Sechszylindermotor pilotiert von Pietro Bordino bzw. Felice Nazzaro den Grand Prix von Frankreich und den Grand Prix von Italien. 1923 wurde daraus der Fiat 805 mit aufgeladenem Achtzylindermotor. 1924 erzielte Ernest Eldridge mit dem Fiat Mefistofele, einem umgebauten Fiat SB4 aus dem Jahre 1908, den absoluten Geschwindigkeitsrekord für Landfahrzeuge mit 234,980 km/h.
Ab 1925 führte Fiat bei seinem neuen Modell 509 eine weitere Neuerung ein, die den Verkauf und damit die Massenmobilisierung weiter steigern sollte: den Kreditverkauf. Gleichzeitig war der 509 mit nur 1 Liter Hubraum der kleinste Wagen, den Fiat bis dahin gebaut hatte. Es gab ihn als Torpedo, Spider, Cabrio und Limousine.
Beim Großen Preis von Italien 1927 in Monza wurde der 806 vorgestellt. Er galt als avantgardistisches Fahrzeug, das mit 12 Zylindern und Kompressor bei 1500 cm³ 187 PS (138 kW) bei 8500/min leistete und sofort den Grand Prix gewann. Danach zog sich Fiat vom Automobilsport zurück, da man sich auf die Produktion von Massenfahrzeugen konzentrieren wollte.

### 1930–1969

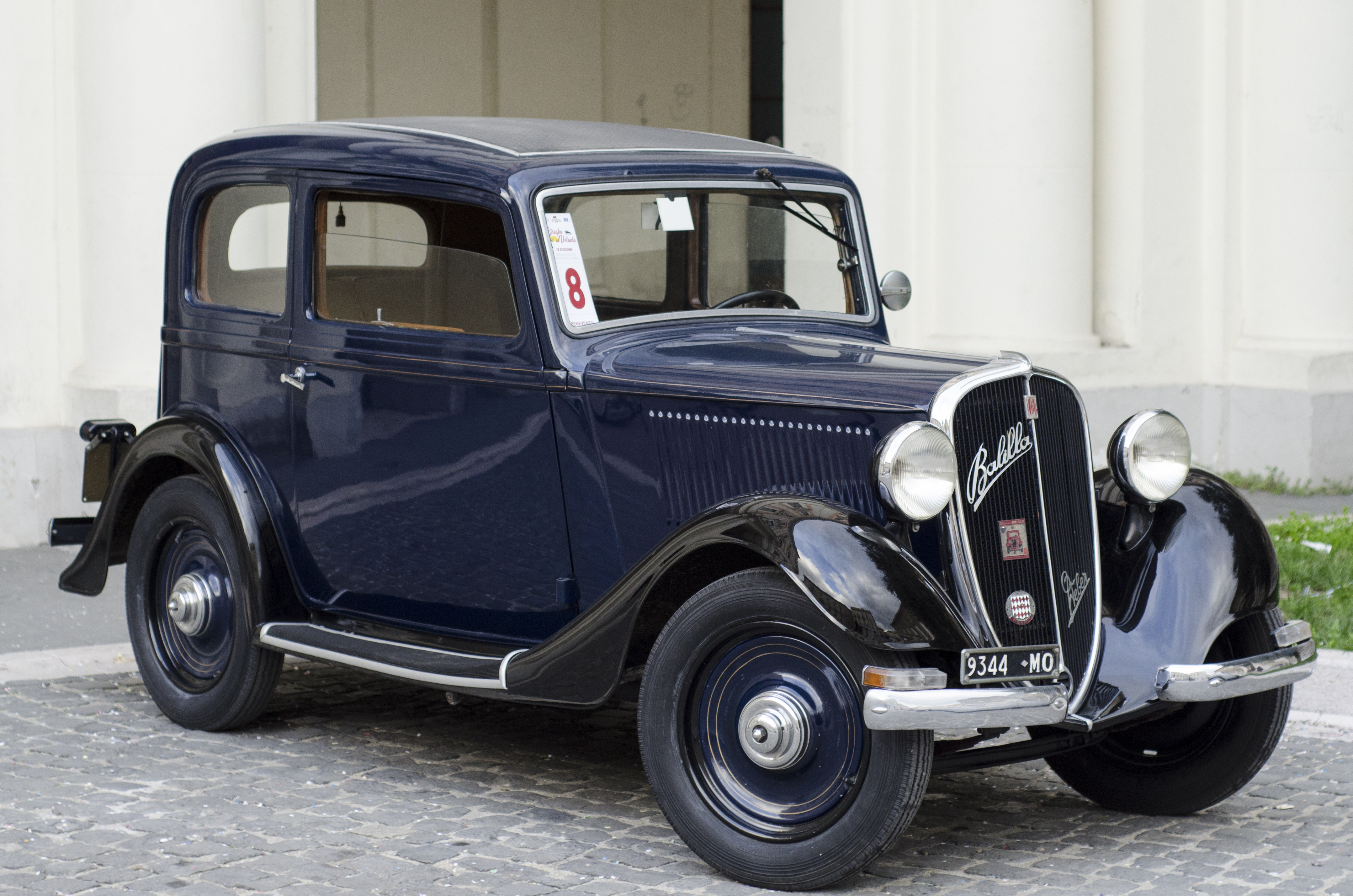
Fiat 508 Balilla (1932–1937)

Fiat erreichte 1932 die Rekordproduktion von 22.122 Einheiten, von denen 6578 exportiert wurden. 1932 wurde auch der Fiat 508 Balilla vorgestellt, der bis dahin bestverkaufte Fiat. Ab 1938 hieß er auch Fiat 1100 L und wurde in verschiedenen Versionen bis 1953 hergestellt. Er war der Wagen für das Volk, „ein Präsent von Fiat an die Italiener“, gebaut als Limousine, Torpedo und Spider, mit anfangs 995 cm³ und einer Höchstgeschwindigkeit von 85 km/h. Fiat vergab Lizenzen, und die Fahrzeuge wurden unter anderem in Frankreich (Simca), Deutschland (NSU-Fiat) und Polen nachgebaut.
Der Fiat 1500 des Jahres 1935 war der erste Fiat mit „Wasserfall“-Kühlergrill. Er war 446 cm lang, leistete bei 1493 cm³ 45 PS, fuhr 115 km/h schnell und verbrauchte zwölf Liter je 100 km. 1936 folgte ihm der 500, Topolino genannt, ein minimalistischer Kleinwagen mit zwei Sitzen. Seit 1916 hatte Fiat sich an einem kleinen Modell versucht, ohne dass je eine Serienproduktion daraus wurde. 1937 folgte die Neuauflage des neu konzipierten Balilla, und 1949 wurde der modernisierte 500C auf den Markt geschickt. Das erste neu konzipierte Modell nach dem Krieg und der erste Fiat mit selbsttragender Karosserie war der 1950 erschienene Fiat 1400, dem 1952 mit besserer Ausstattung und vergrößertem Motor der Fiat 1900 folgte. Den 1400 gab es als Limousine und Cabrio, den 1900 als Limousine und Coupé. Der 1100 nuova (Typ 103) mit selbsttragender Karosserie erschien 1953 und wurde bis 1970, in Lizenz in Indien bis 2001, produziert. Mit dem Fiat Turbina testete man 1954 den Einsatz von Gasturbinen im Fahrzeugbau.

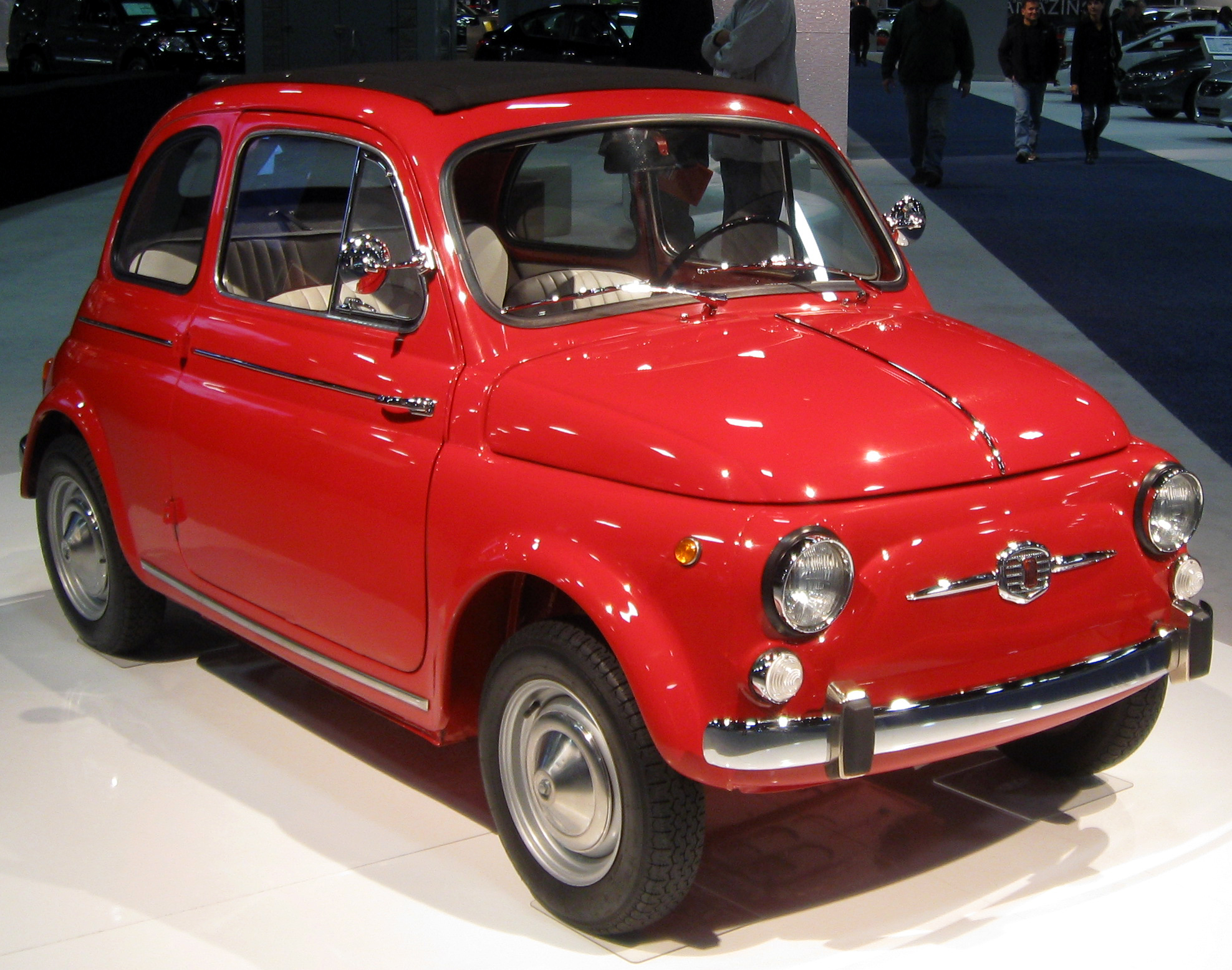
Fiat Nuova 500 (1957–1977)

Der Fiat 600 wurde ab 1955 zum Verkaufserfolg als Limousine und später als Minivan. 1957 kam der Nachfolger des Topolino, der viersitzige Fiat Nuova 500 auf den Markt. Eine verlängerte Version des 600 mit stärkerem Motor lancierte Fiat 1964 als Fiat 850. Ihn gab es auch als Coupé oder als offenen Spider. Größere und teurere Modelle waren der Fiat 1800/2100 ab 1959 und der 1300/1500 ab 1961. Auch der 124 erwies sich seit 1966 als großer Verkaufserfolg. Außer in Italien wurde er damals in Lizenz als Murat bei den Tofaş-Werken in der Türkei, als Lada 1200 in der Sowjetunion und als Seat 124 und 1430 in Spanien hergestellt. 1966 erwarb Fiat eine Beteiligung an Ferrari, die sich auch bei der Marke Fiat am Jubiläumssportmodell Fiat Dino Coupé und Spider zeigte. Der Nachfolger der 1800/2300-Modelle, der 130, erschien 1969 als Limousine und Coupé. Nach knapp 20.000 verkauften Fahrzeugen wurde das Modell 1976 eingestellt.

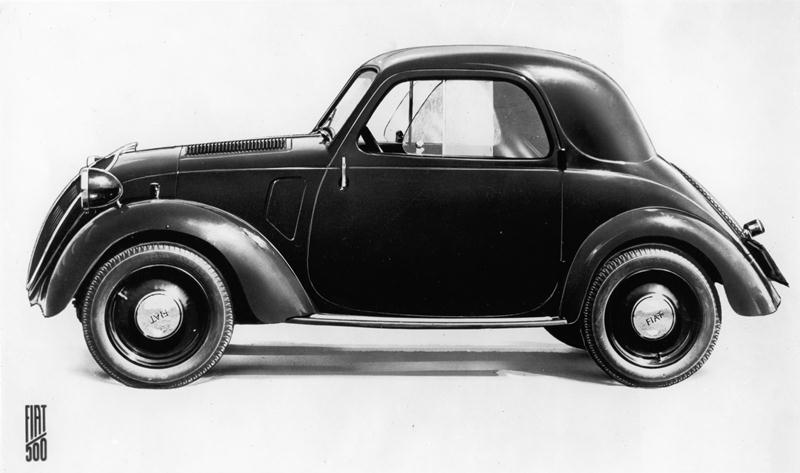
Fiat 500 Topolino (1936–1955)
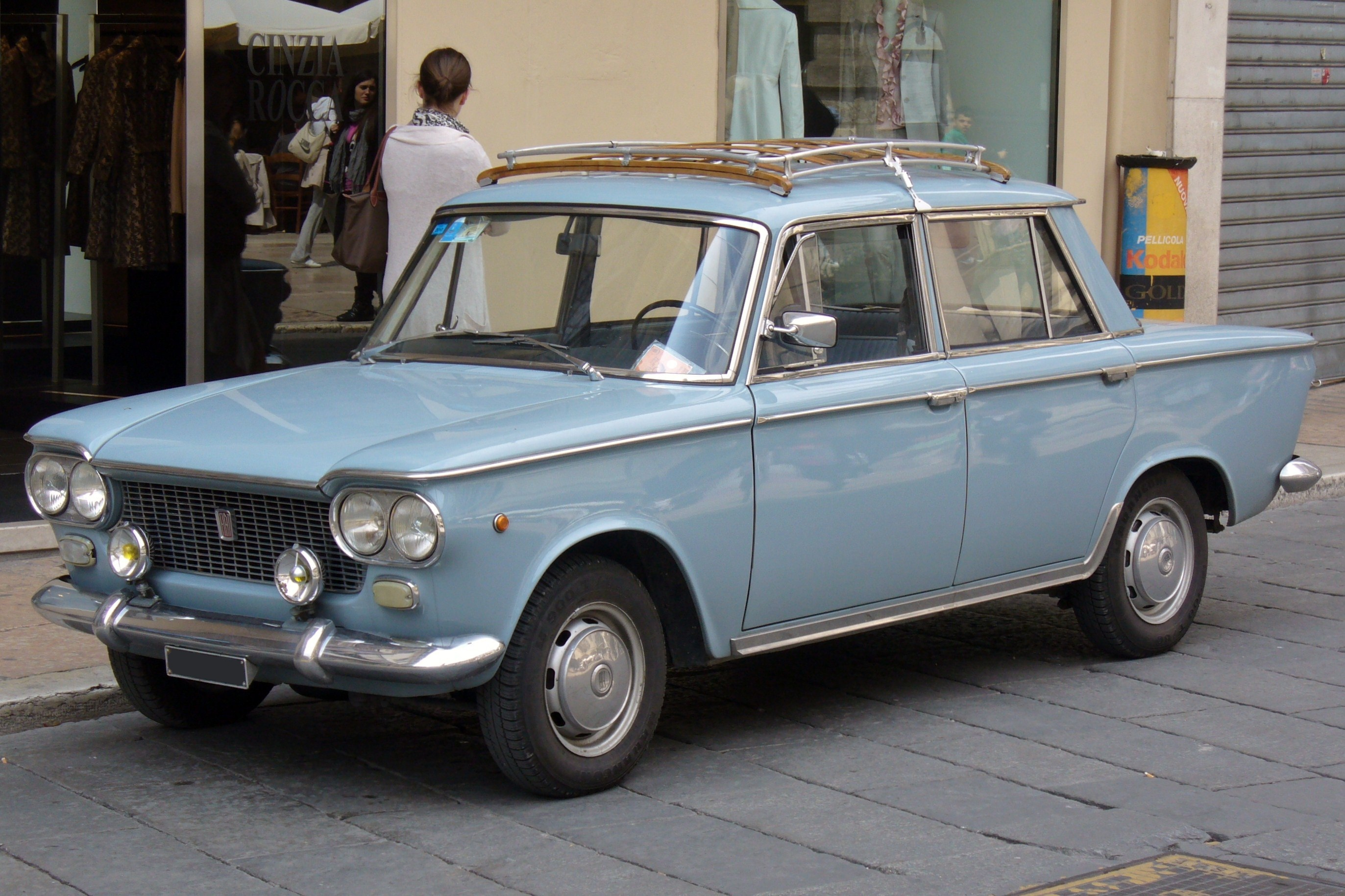
Fiat 1500 (1961–1968)
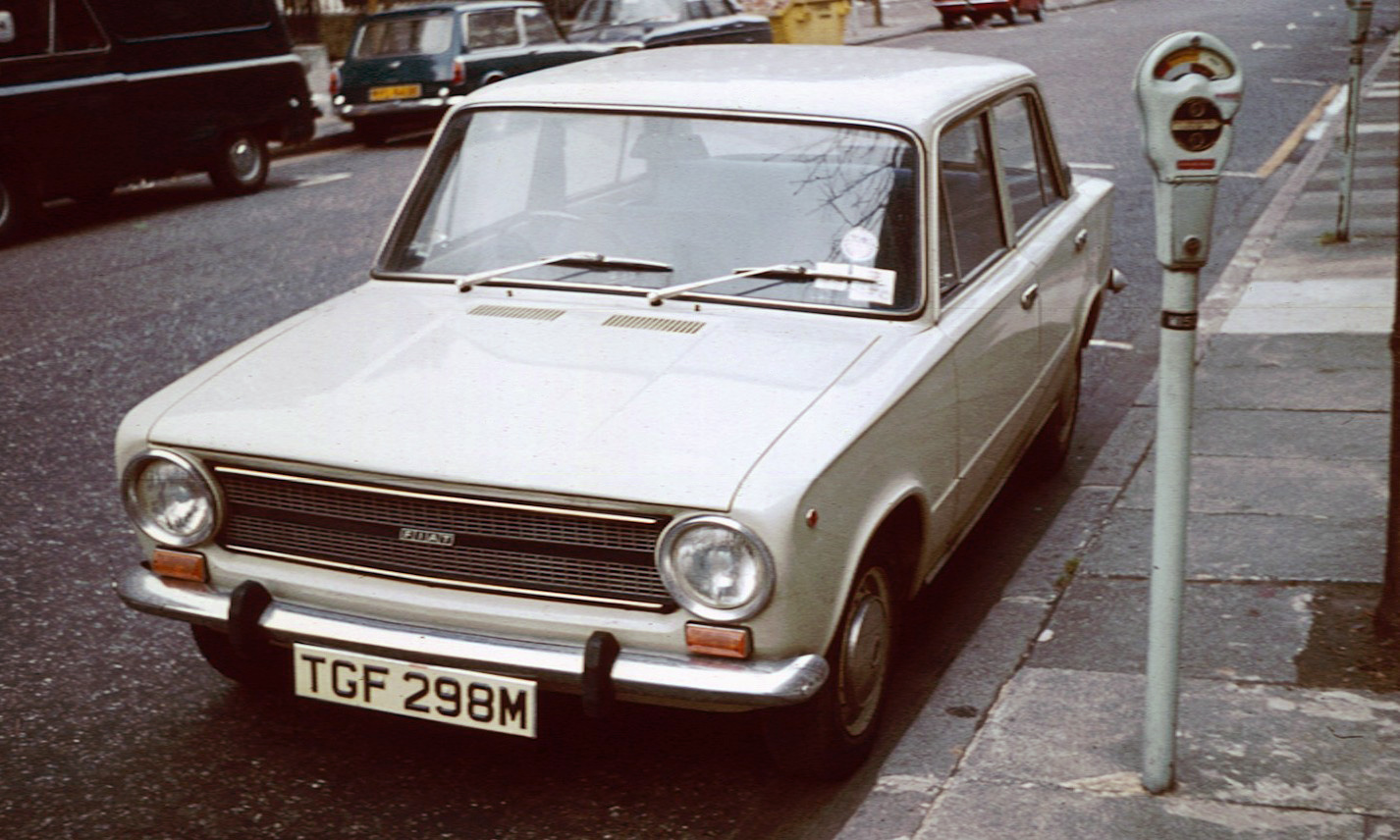
Fiat 124 (1966–1975)

### 1970–1999: Erfolge und stärkere Konkurrenz
Mit den neuen Modellen 128 und 127 hatte man für 1970 und 1972 Europas Autos des Jahres entwickelt und trotz sich abzeichnender Qualitätsprobleme große Verkaufserfolge. Zu dieser Zeit wurden Werke in Argentinien und Brasilien aufgebaut, den Fiat 126 und den Polski Fiat 1500 baute man in Lizenz in Polen. Außerdem beschloss man Kooperationen mit Alfa Romeo, Ferrari, Peugeot und Saab.
Außer den Großserienmodellen wurden zum einhundertsten Geburtstag des Firmengründers Giovanni Agnelli ab 1966 Sondermodelle entwickelt, wie das Fiat Dino Coupé und Spider, 124 Sport Coupé und Sport Spider.

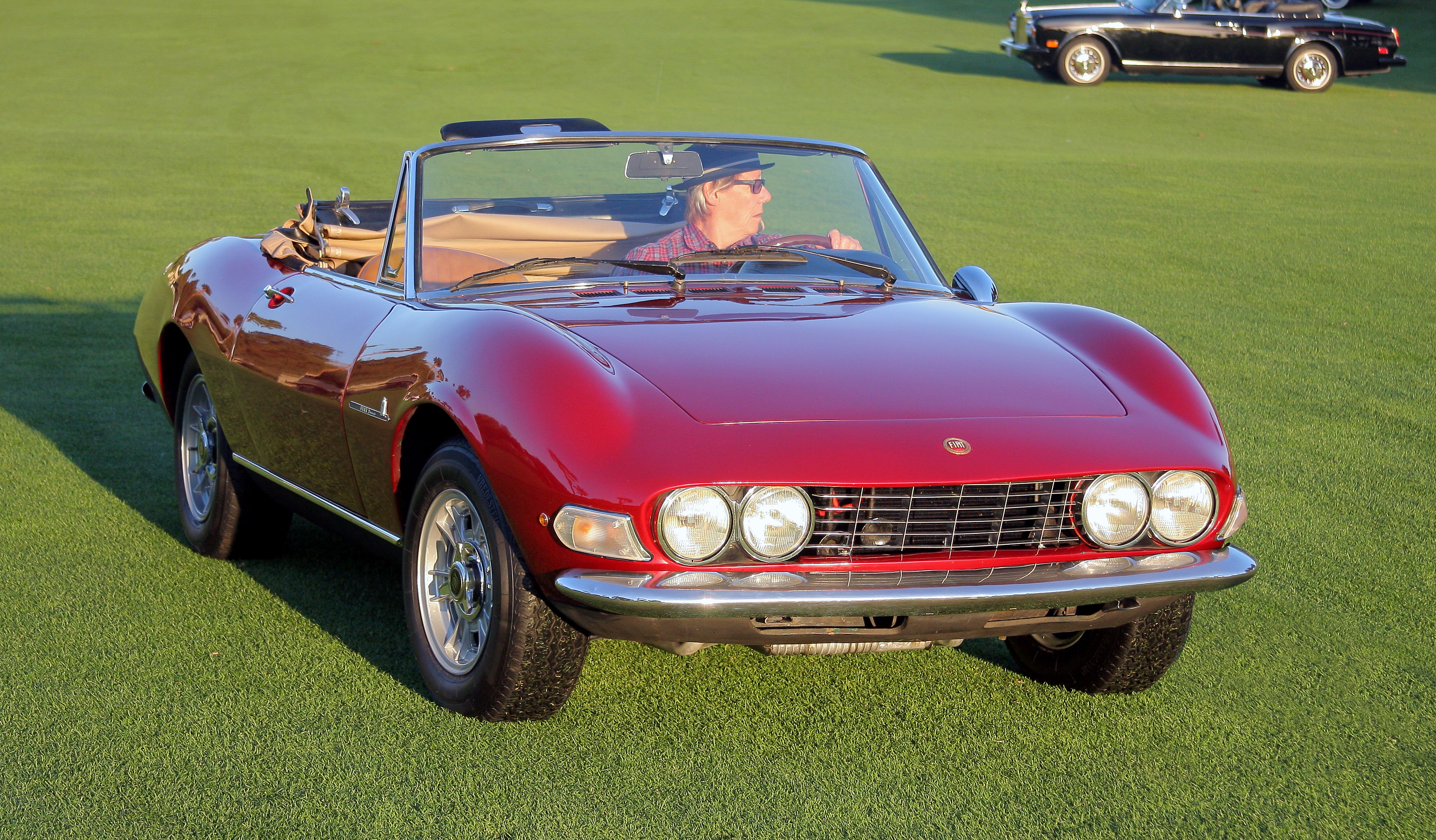
Fiat Dino (1966–1972)

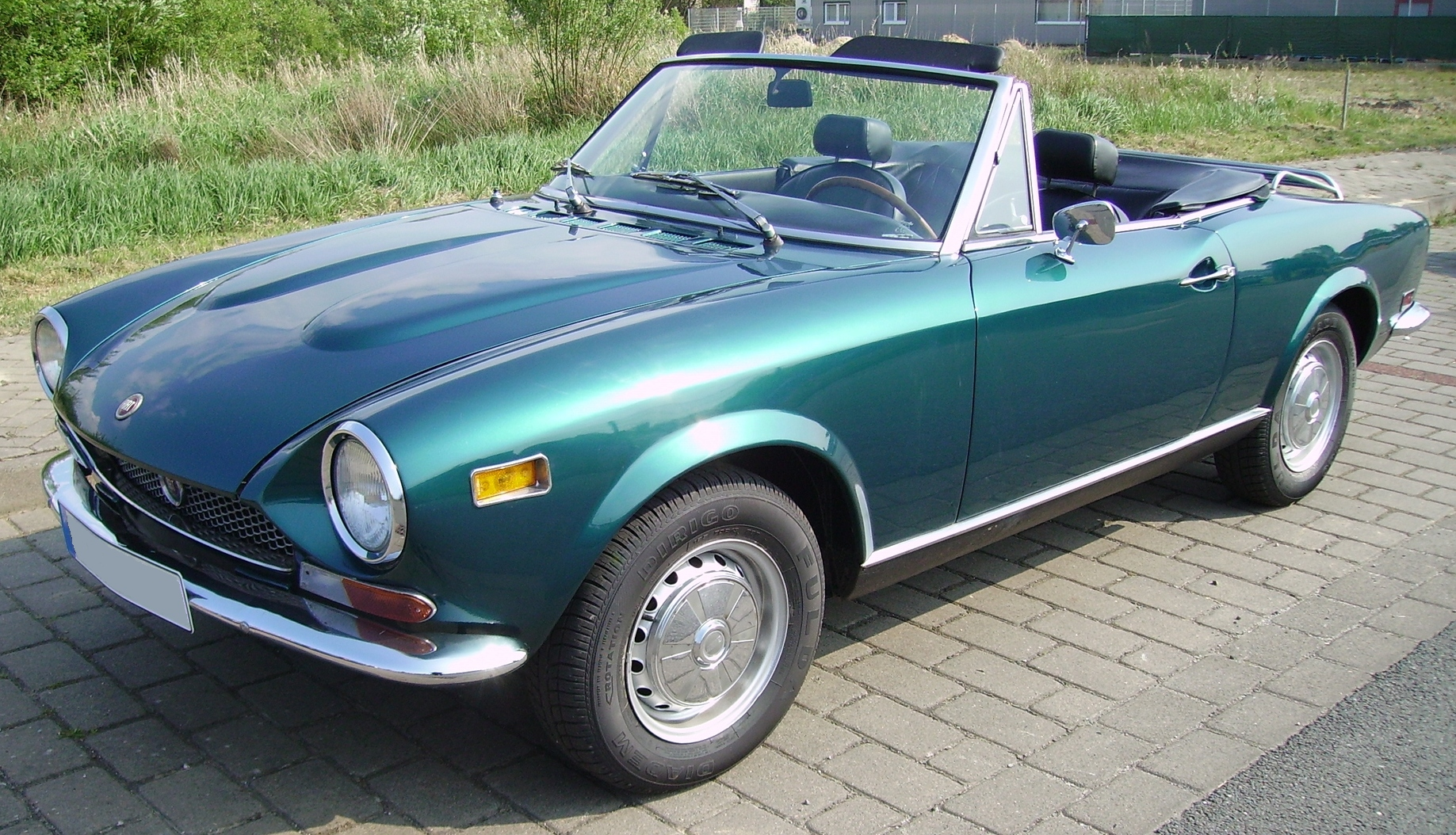
Fiat 124 Sport Spider (1972–1978)

Zu Beginn der 1970er-Jahre produzierte und verkaufte Fiat sowohl weltweit wie auch in Europa mehr Automobile als VW und war damit nach diesen Kriterien der größte Automobilkonzern in Europa. Das wurde auch in den USA in der Werbung mit dem Slogan „the biggest selling car in europe“ deutlich herausgestellt. Wegen der umfangreichen Produktpalette, die so kein anderer Hersteller anbieten konnte, machte die Firma Werbung mit dem Slogan: „Fiat – jede Größe, jede Leistung, von 18 bis 180 PS“.
Ab Mitte der 1970er-Jahre wurde die Konkurrenz besonders auf den europäischen Märkten immer härter und die damals breite Modellpalette des Herstellers geriet in Bedrängnis. Auf den großen Märkten wie Frankreich und Deutschland standen nationale Alternativen zur Verfügung, wo vorher auf Fiat zurückgegriffen worden war. Schon der 132 konnte den 125 nicht ersetzen, noch weniger der 131 Mirafiori den 124. Der Ritmo reichte in der Kompaktklasse nicht an den Erfolg des 128 heran.
Am 23. September 1986 verkaufte Libyen seinen Anteil von 15 Prozent an Fiat an die Familie Agnelli und an die Deutsche Bank.
In den 1980er-Jahren modernisierte Fiat sein Karosseriedesign, etwa mit dem Uno und dem minimalistischen Panda, der in Deutschland mit dem Werbeslogan „Die tolle Kiste“ vermarktet wurde. Beide waren von Giorgetto Giugiaro entworfen. Eine Variante des Panda mit Allradantrieb wurde bei Steyr-Puch in Österreich gebaut. Es folgte der Tipo. Die Rostvorsorge war besser als in den sechziger Jahren, aber der schlechte Ruf als Rostlaube änderte sich nur langsam.
Fiat führte 1987 als erster Hersteller mit dem 1,9 TD i.d. im Croma einen Diesel-Direkteinspritzmotor bei Pkw ein. Fiat selbst vermarktete das nie als Innovation, selbst als Mitte der 1990er-Jahre andere Hersteller folgten.
In den 1990er-Jahren wurde der Fiat Marea als erstes Fahrzeug mit Common-Rail-Dieselmotor vorgestellt, auch diese Innovation wurde innerhalb weniger Jahre bei vielen Herstellern zum Standard. Der Punto ersetzte den Uno und der Seicento den Cinquecento. Zu jener Zeit war es bei Fiat üblich, dass kein Modell den Namen des Vorgängers erhielt, so erfolgreich es auch gewesen war.
1993 waren mehrere Vorstandsmitglieder von Fiat in einen Korruptionsskandal verwickelt.
Der Tempra sowie die Nachfolger Bravo/Brava und Marea waren nur mäßig erfolgreich. In Nischen behaupteten sich der Multipla und der Barchetta.

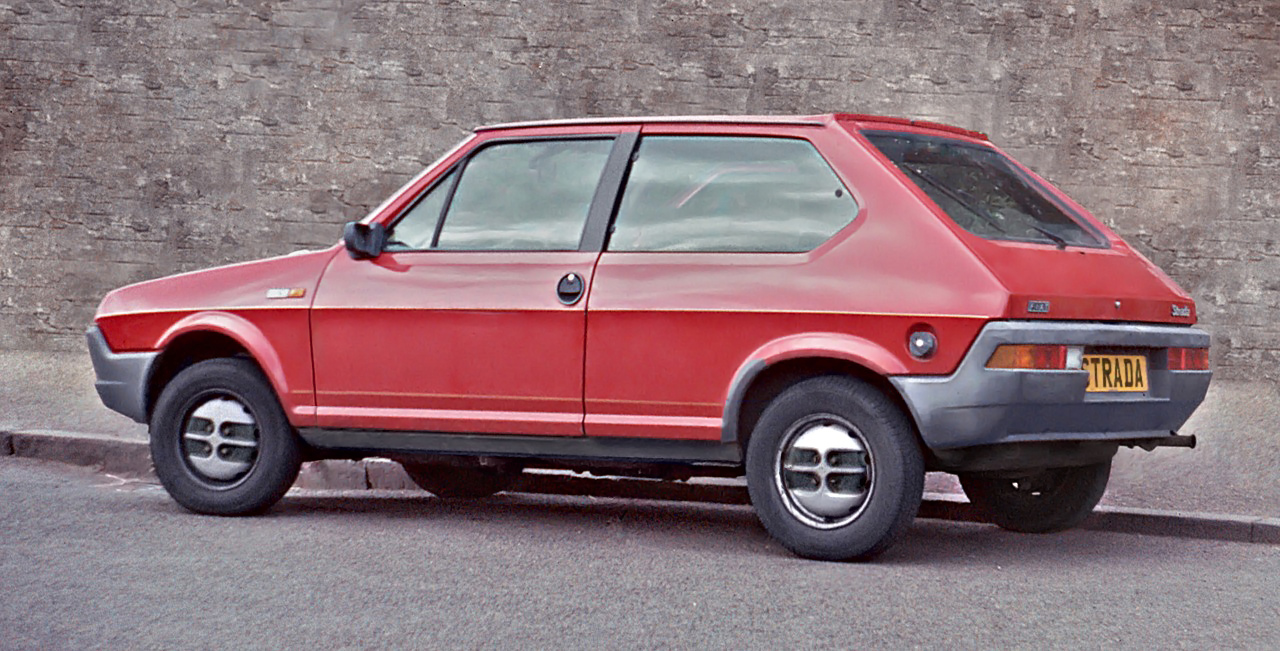
Fiat Ritmo (1978–1988)
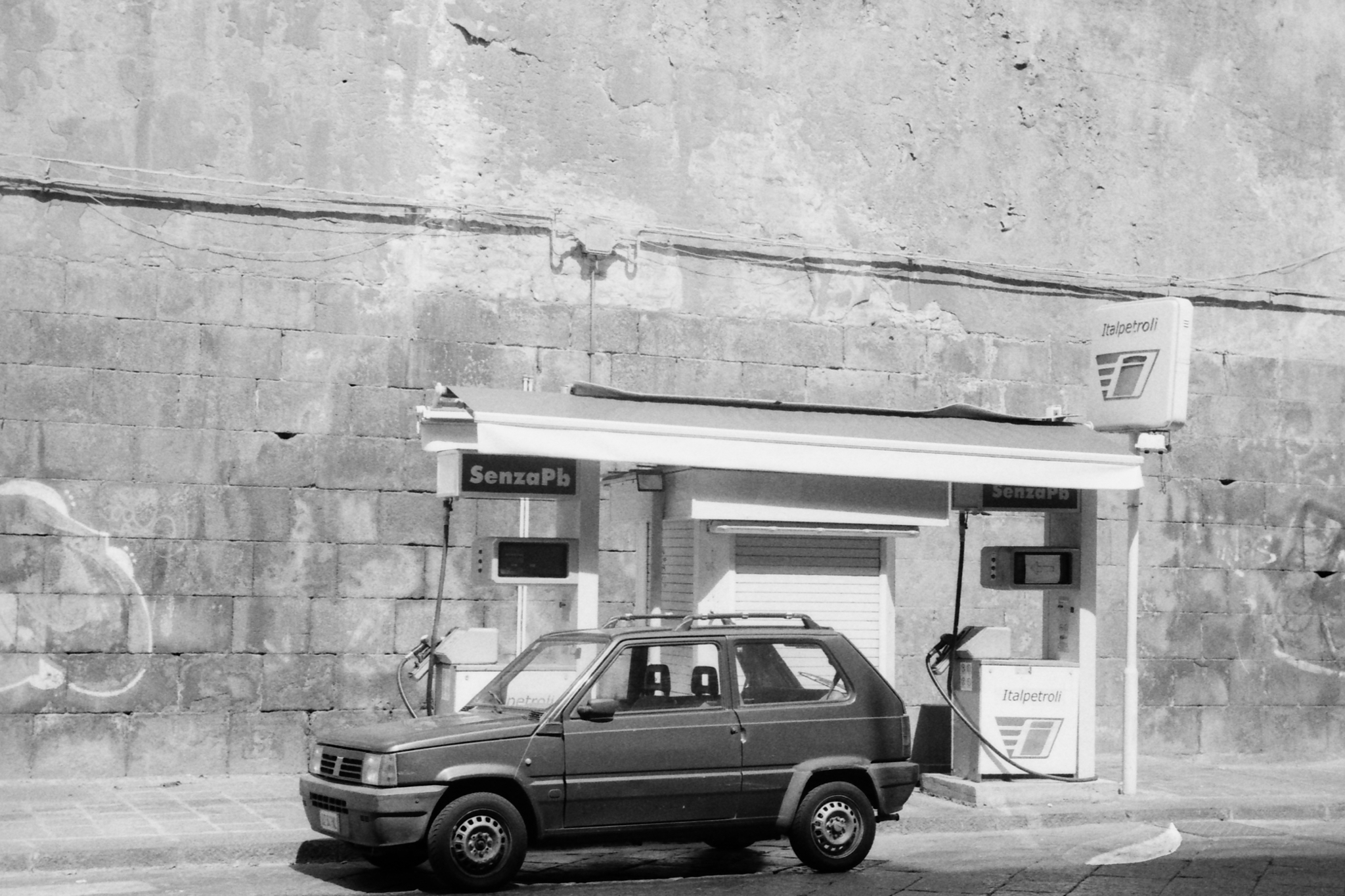
Fiat Panda (Typ 141) (1980–2003)
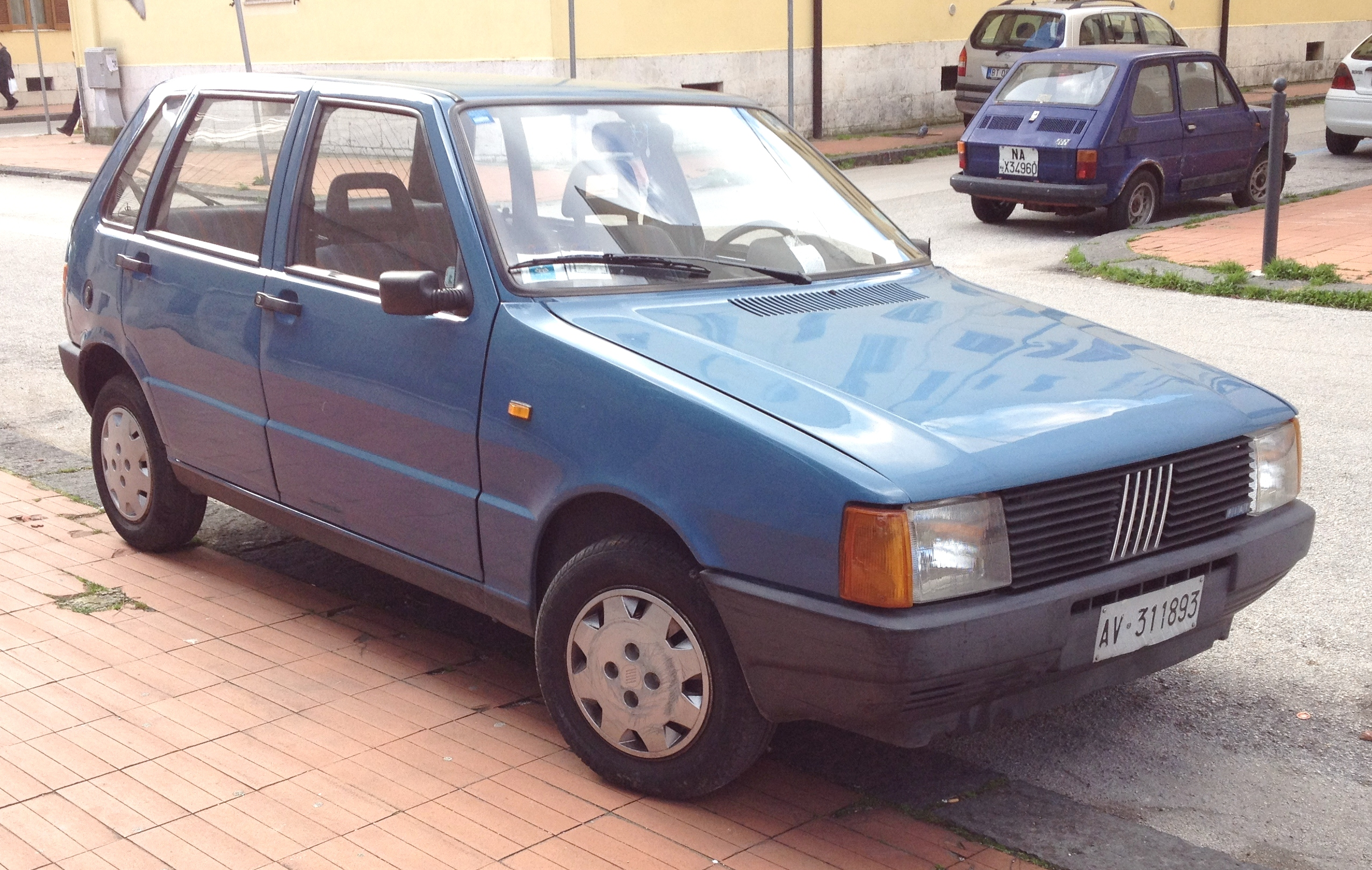
Fiat Uno (Typ 146) (1983–2014)
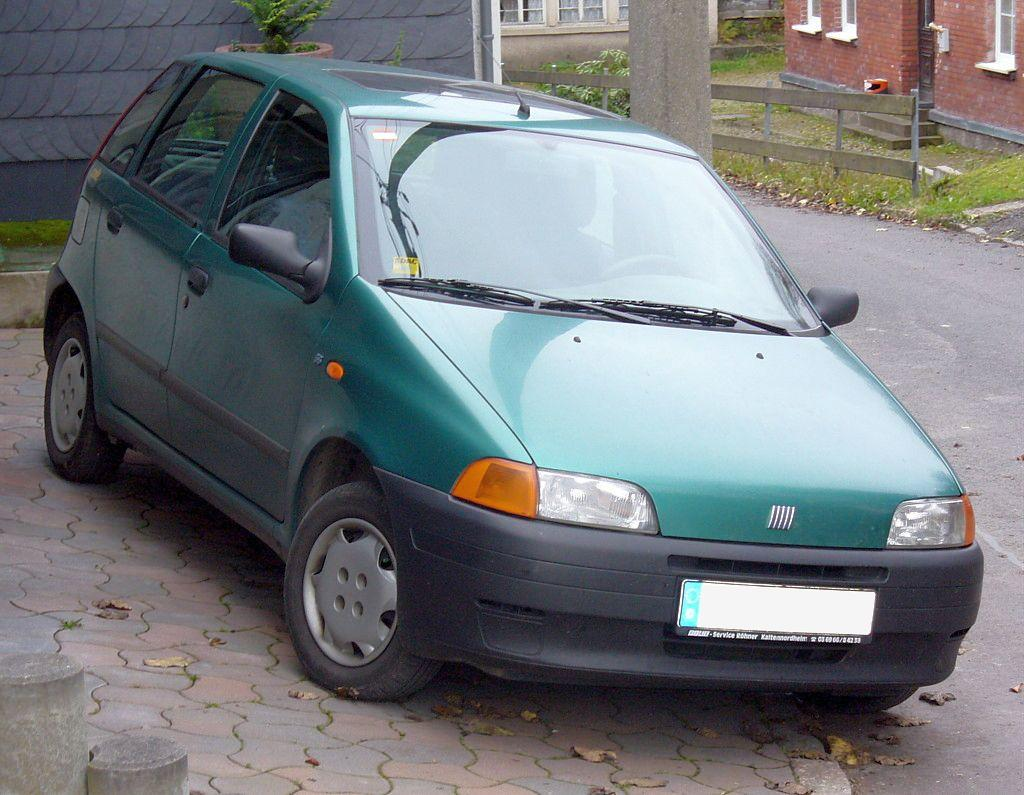
Fiat Punto (Typ 176) (1993–2000)
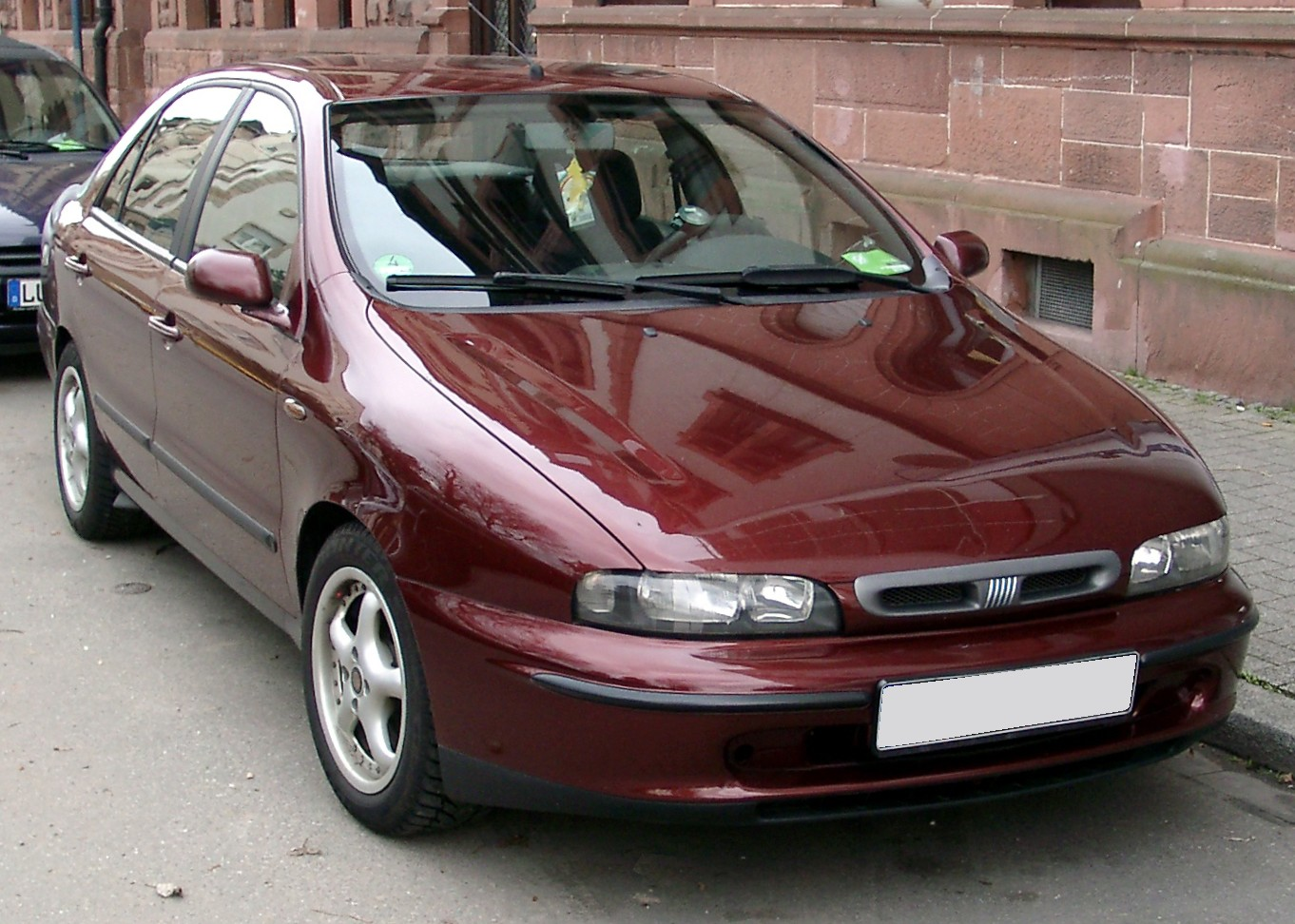
Fiat Marea (1996–2002)

### Seit 2000
Für das Schlussquartal 2005 konnte die Autosparte des Konzerns erstmals seit viereinviertel Jahren wieder einen Betriebsgewinn verbuchen. Auch der Absatz der neuen Modelle entwickelt sich vielversprechend. So war der Grande Punto im ersten Quartal 2006 der meistverkaufte Pkw Europas. Außerdem erhielt Fiat für den Sedici 7000 Vorbestellungen innerhalb der ersten zehn Tage, somit wurden auf einen Schlag 2/3 der vorgesehenen 10.000 Autos bis Ende 2006 verkauft. Für den neuen Fiat Bravo (Typ 198) waren 70.000 Exemplare bis Ende Februar 2008 zum Verkauf geplant, im August 2007 wurden jedoch schon über 80.000 verkauft. Der neue Fiat 500 übertraf jegliche Erwartungen, die in das Bestellaufkommen gesetzt wurden. Experten deuten das als „Zeichen eines Turnaround“ und als „geglückte Sanierung“.
2006 eröffnete Fiat seine neue Marken- und Erlebniswelt Mirafiori Motor Village in Turin.

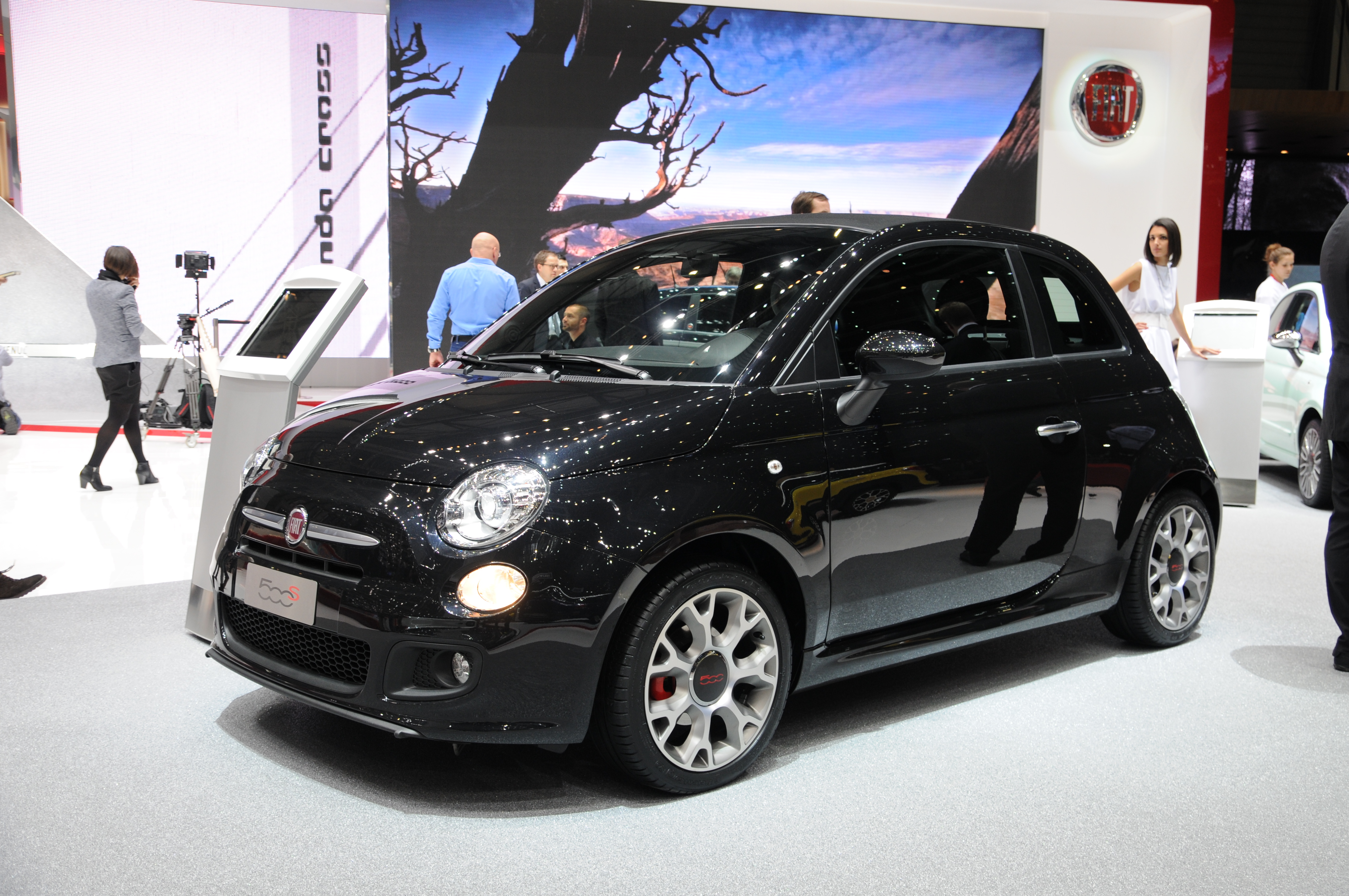
Fiat 500 (2007–2024)

Ein großer Erfolg gelang 2007 mit der Einführung des neuen Fiat 500 und des neuen Fiat Panda. Der Fiat Doblò wurde auch von Opel als Opel Combo D angeboten. Der Fiat 500e (electric) wurde in seiner ursprünglichen Form als Konversion des Fiat 500 mit Verbrennungsmotor im April 2013 vorgestellt; der damalige Fiat-CEO, Sergio Marchionne, gab damals an, pro produziertem Auto seien Verluste in Höhe von 10.000 USD angefallen. Seit November 2020 wird der neue Fiat 500e an seine Käufer ausgeliefert, hierbei handelt es sich um eine weitgehende Neuentwicklung als reines Batterie-Elektroauto, die nur äußerlich dem weiter produzierten Verbrenner-Schwestermodell von 2007 ähnlich ist.
Die Regierung Serbiens und Vertreter des italienischen Automobilkonzerns Fiat unterzeichneten am 29. September 2008 einen Joint-Venture-Vertrag, durch den Fiat 67 Prozent des Zastava-Werks in Kragujevac übernahm. In die Modernisierung von Zastava sollten fast 1 Mrd. Euro investiert werden. Nach den damaligen Plänen Fiats sollte die Produktion des Fiat Punto (Typ 199) für das Jahr 2009 auf 15.000 Autos gesteigert werden.
Im Zuge der strategischen Beteiligung der Fiat Group an der Chrysler Group, später fusioniert zu Fiat Chrysler Automobiles (FCA, mit Sitz in Amsterdam, Niederlande), sollten gemeinsame Plattformen entwickelt und genutzt werden. Synergieeffekte waren aus Fiats Sicht vor allem durch eine engere Zusammenarbeit mit Dodge zu erwarten. Im dritten Quartal 2011 wurde aus dieser der Fiat Freemont vorgestellt, 2013 folgte der Dodge Dart in den USA.
Im Januar 2021 fusionierten Fiat Chrysler Automobiles (FCA) und die französische PSA-Gruppe (PSA) zur Stellantis N.V., deren Sitz sich, wie zuvor jener der FCA, erneut im niederländischen Amsterdam befindet.

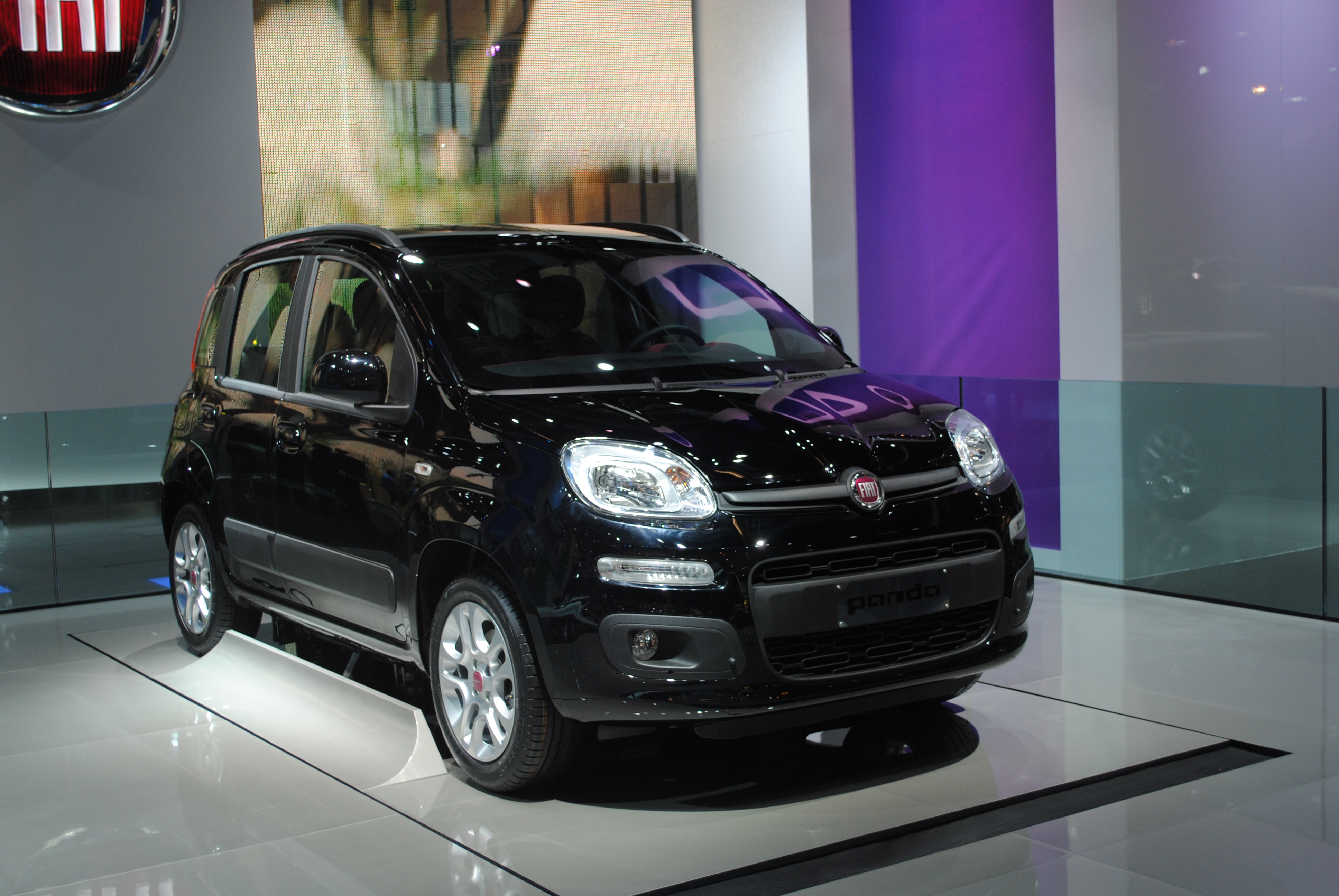
Fiat Panda (seit 2011)
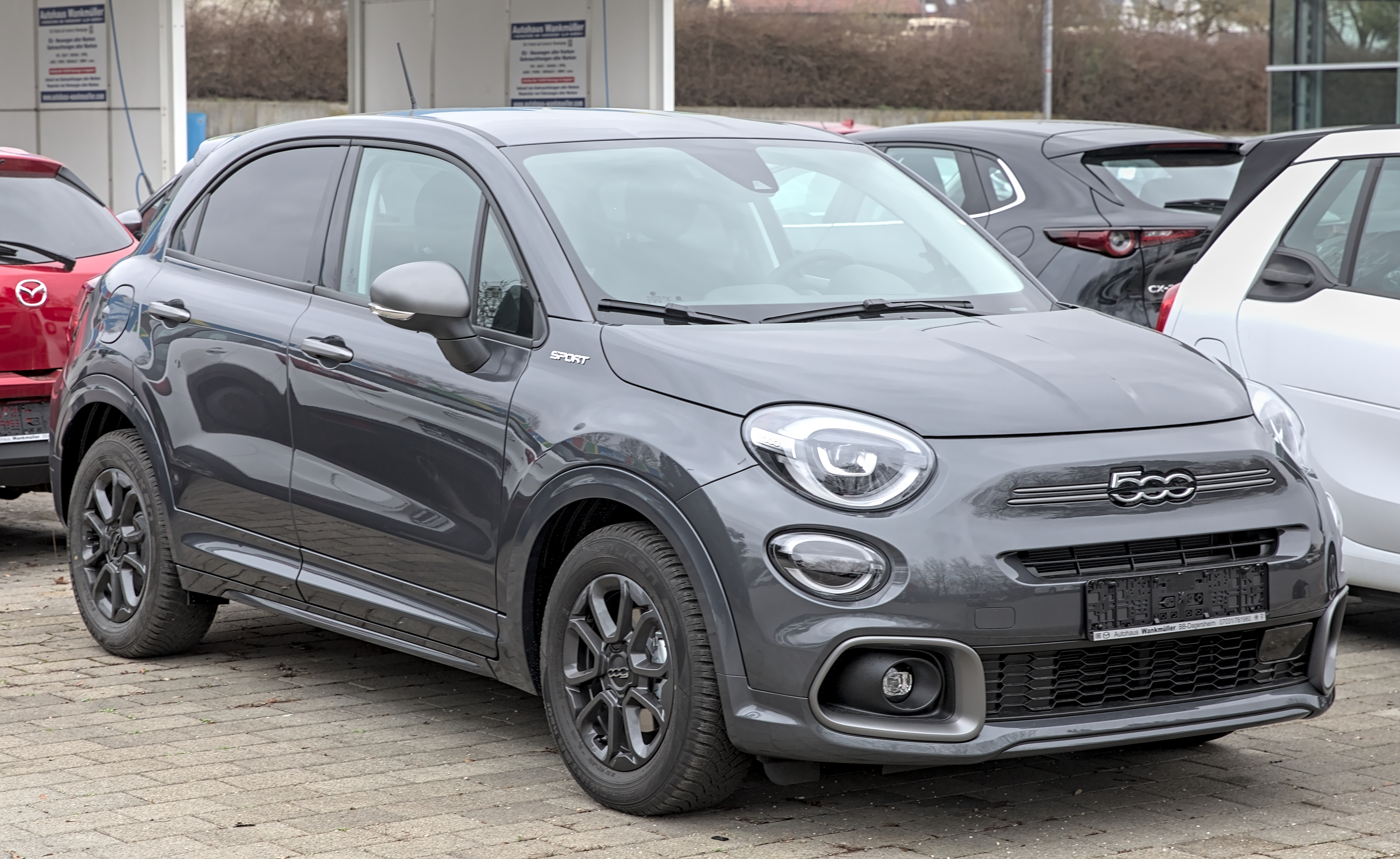
Fiat 500X (2014–2024)
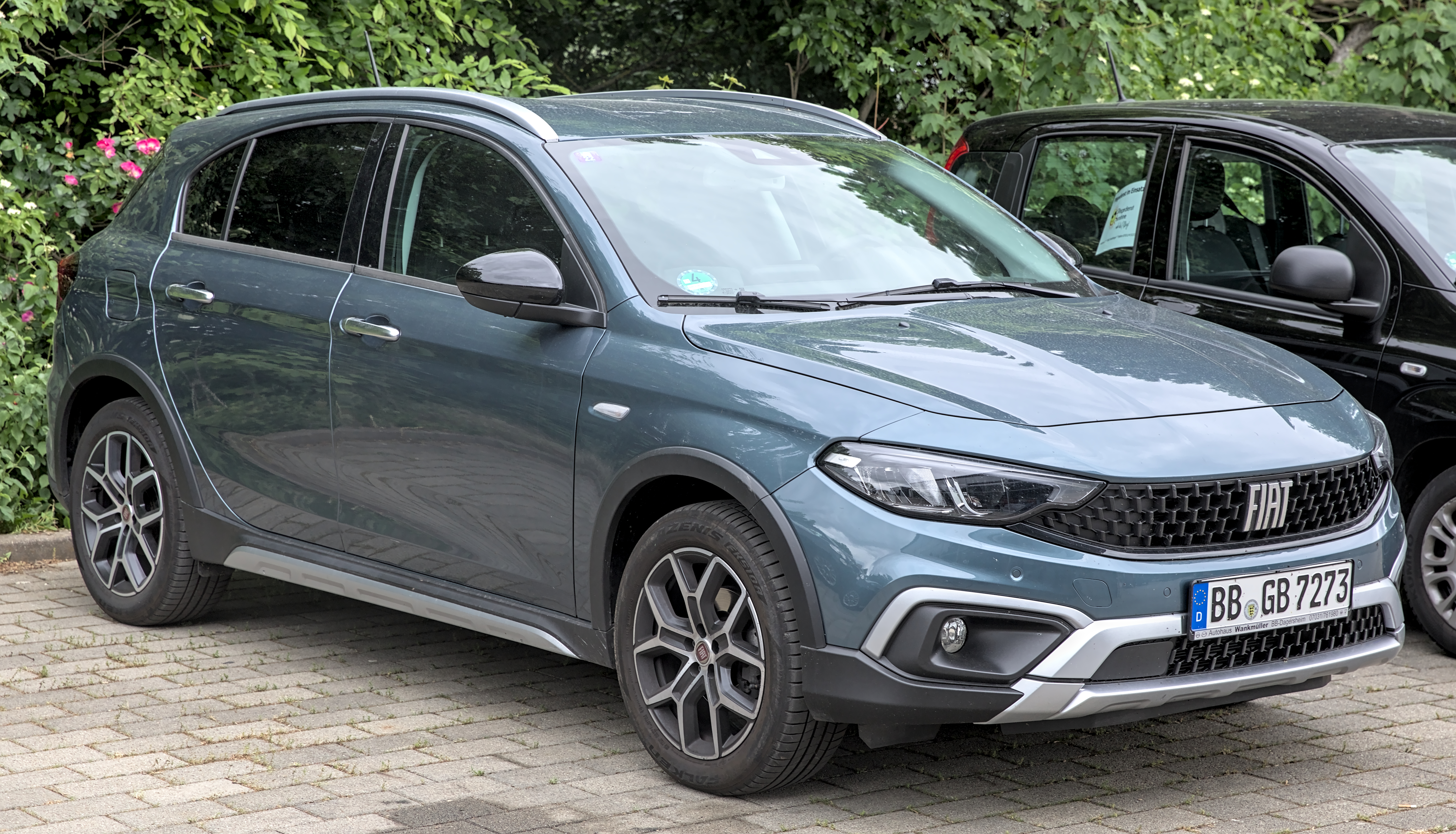
Fiat Tipo (seit 2015)
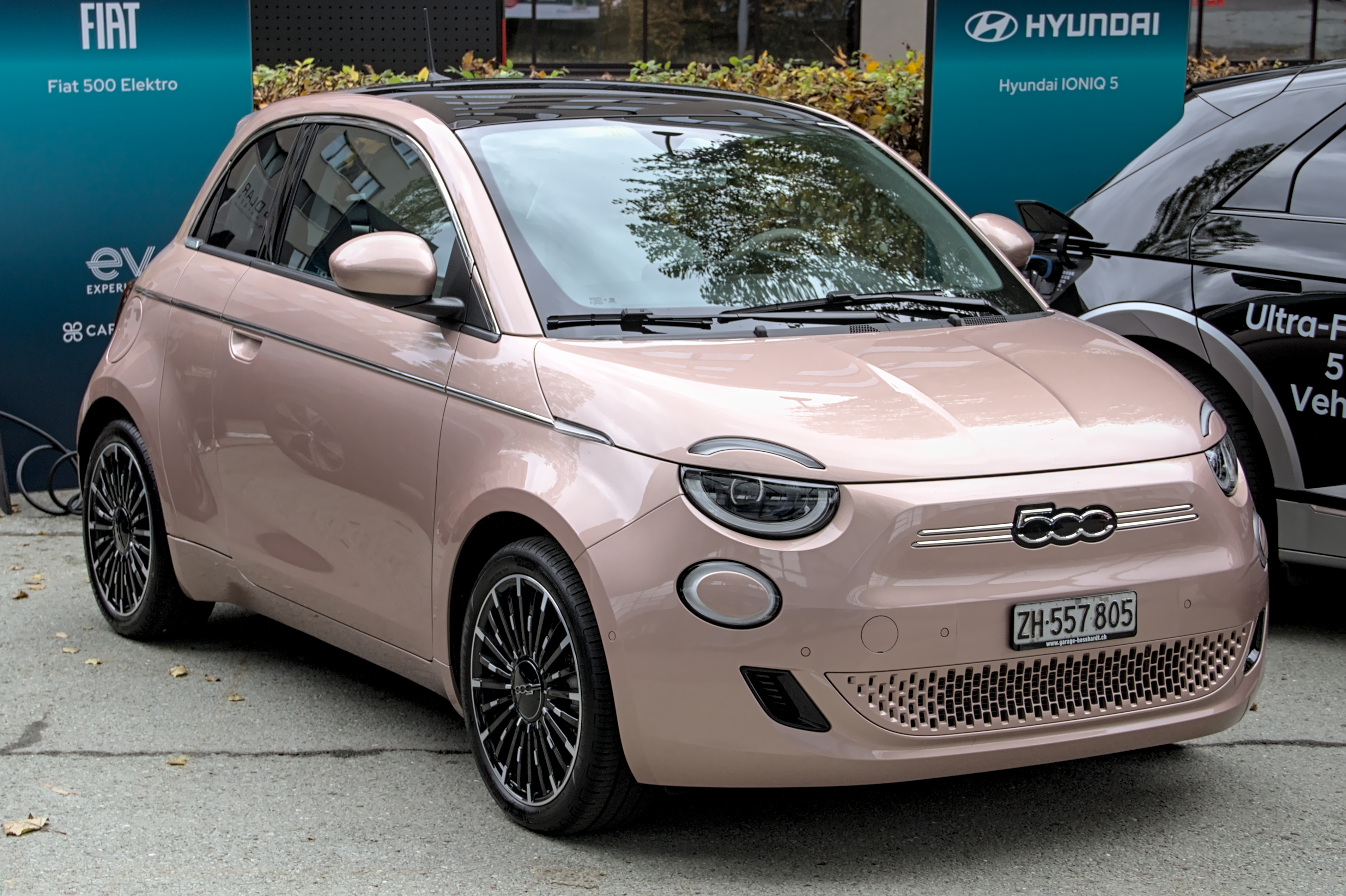
Fiat 500e (seit 2020)
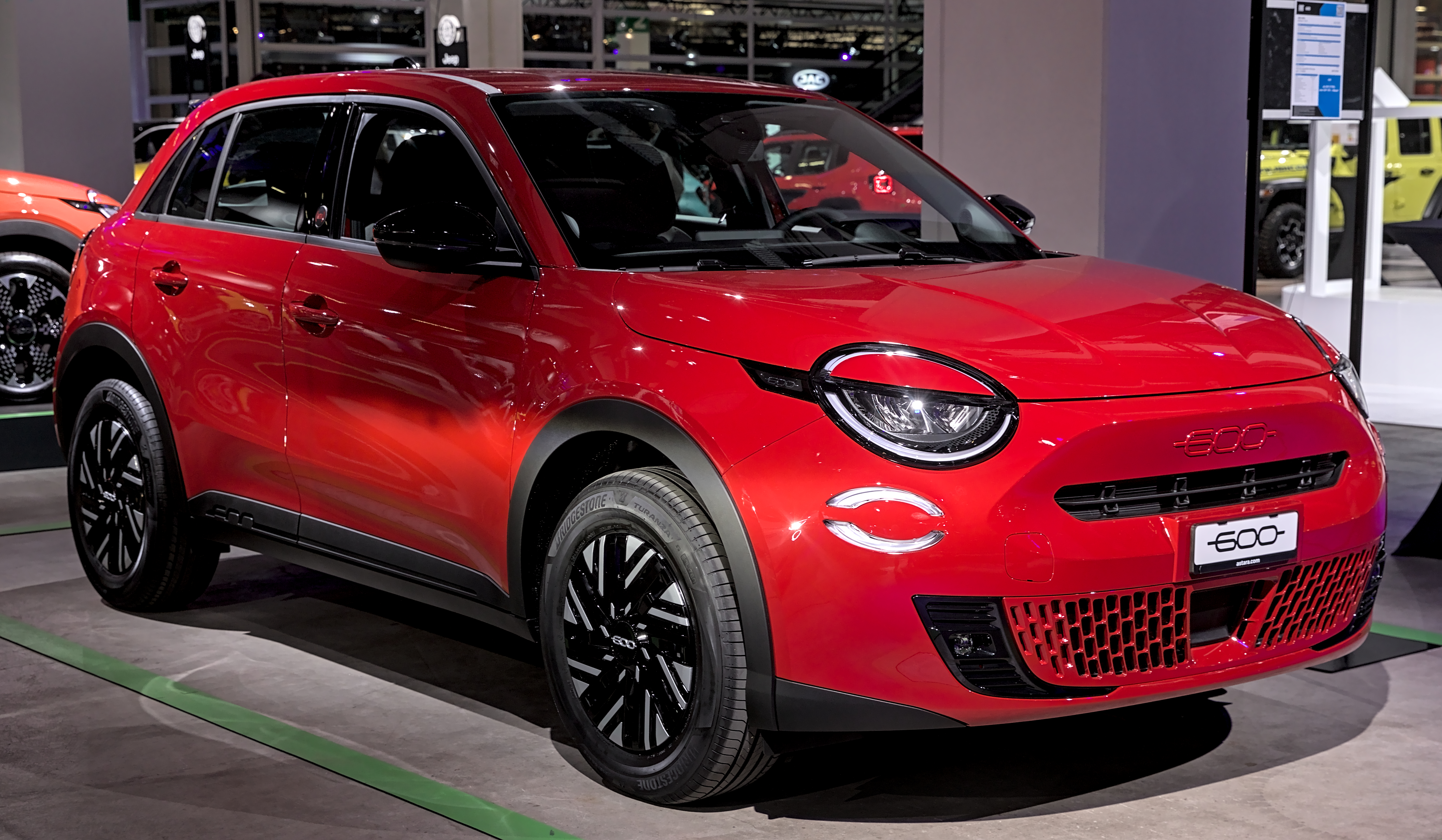
Fiat 600 (seit 2023)
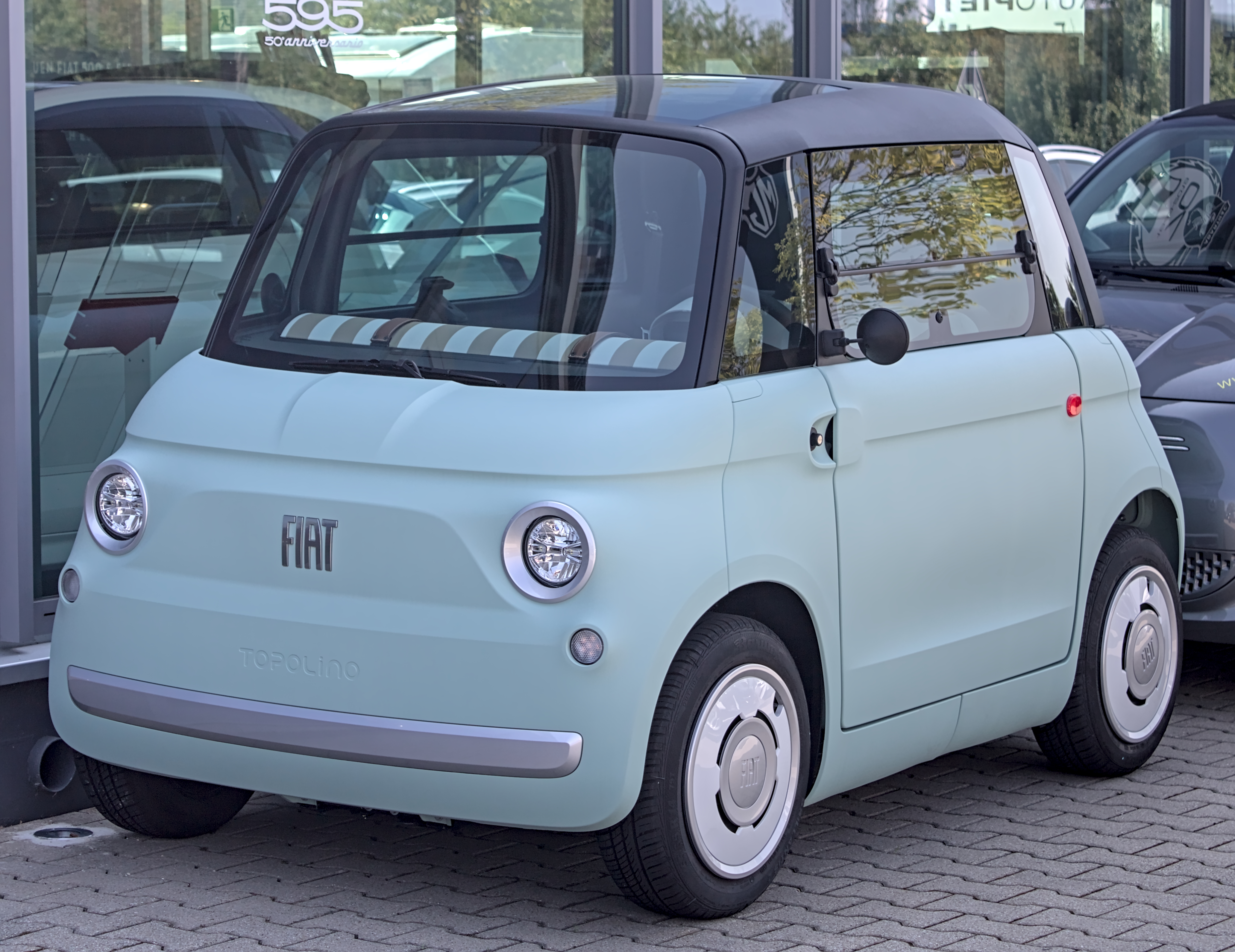
Fiat Topolino (seit 2023)
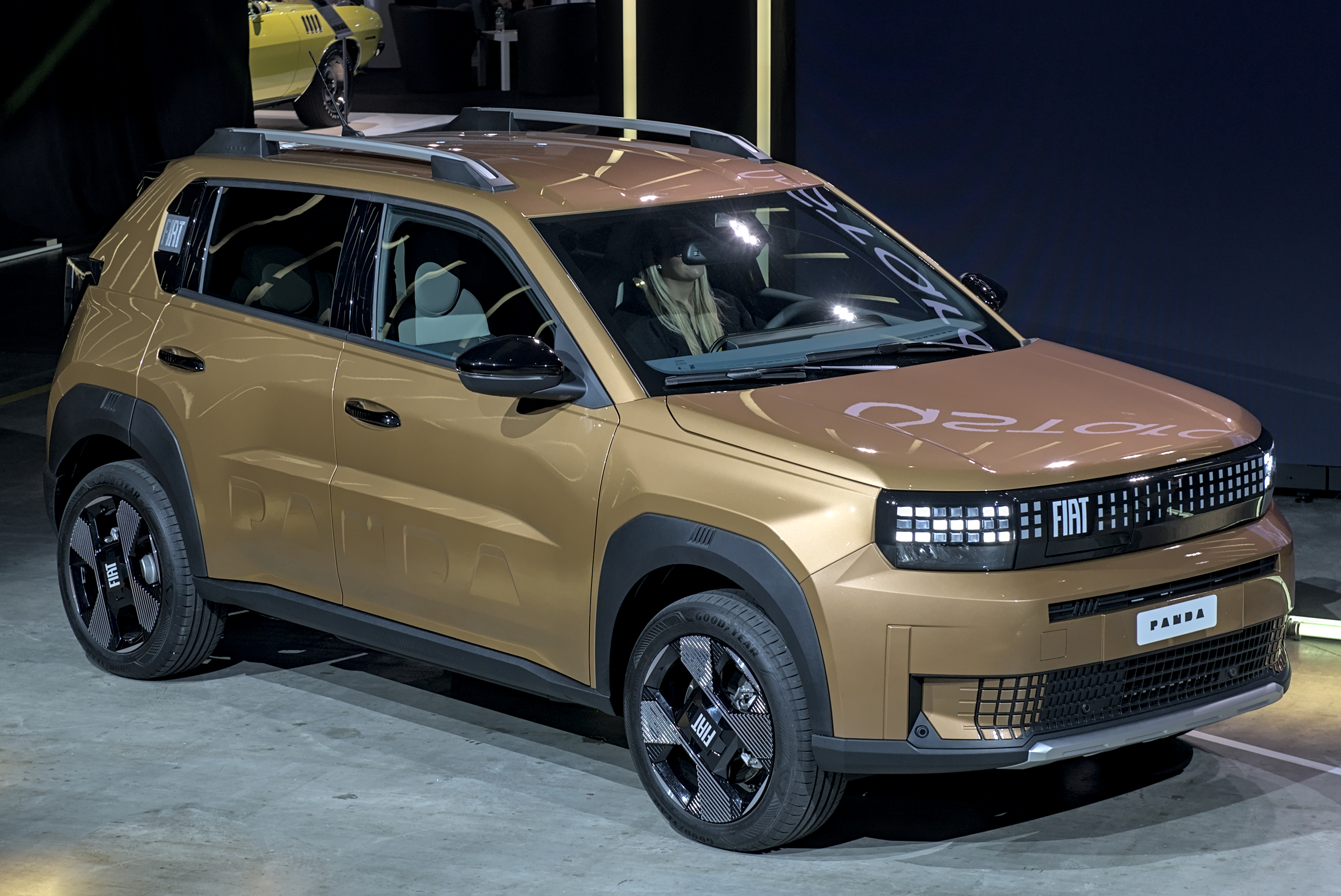
Fiat Grande Panda (seit 2024)

## Fiat-Markenlogos
Nahezu alle Fiat-Logos beinhalten den Jugendstil-Schriftzug mit dem angeschrägten „A“.
Als Adrian Frutiger in den späten 1960er-Jahren engagiert wurde, um das Corporate Design der Marke neu zu gestalten, entwarf er ein Rautenraster, das sich von den Prospekten bis zu dem Schriftzug der Modelle und dem Markenlogo herabdeklinieren ließ. Im Sinne der Zeit brach es bewusst mit der Tradition.

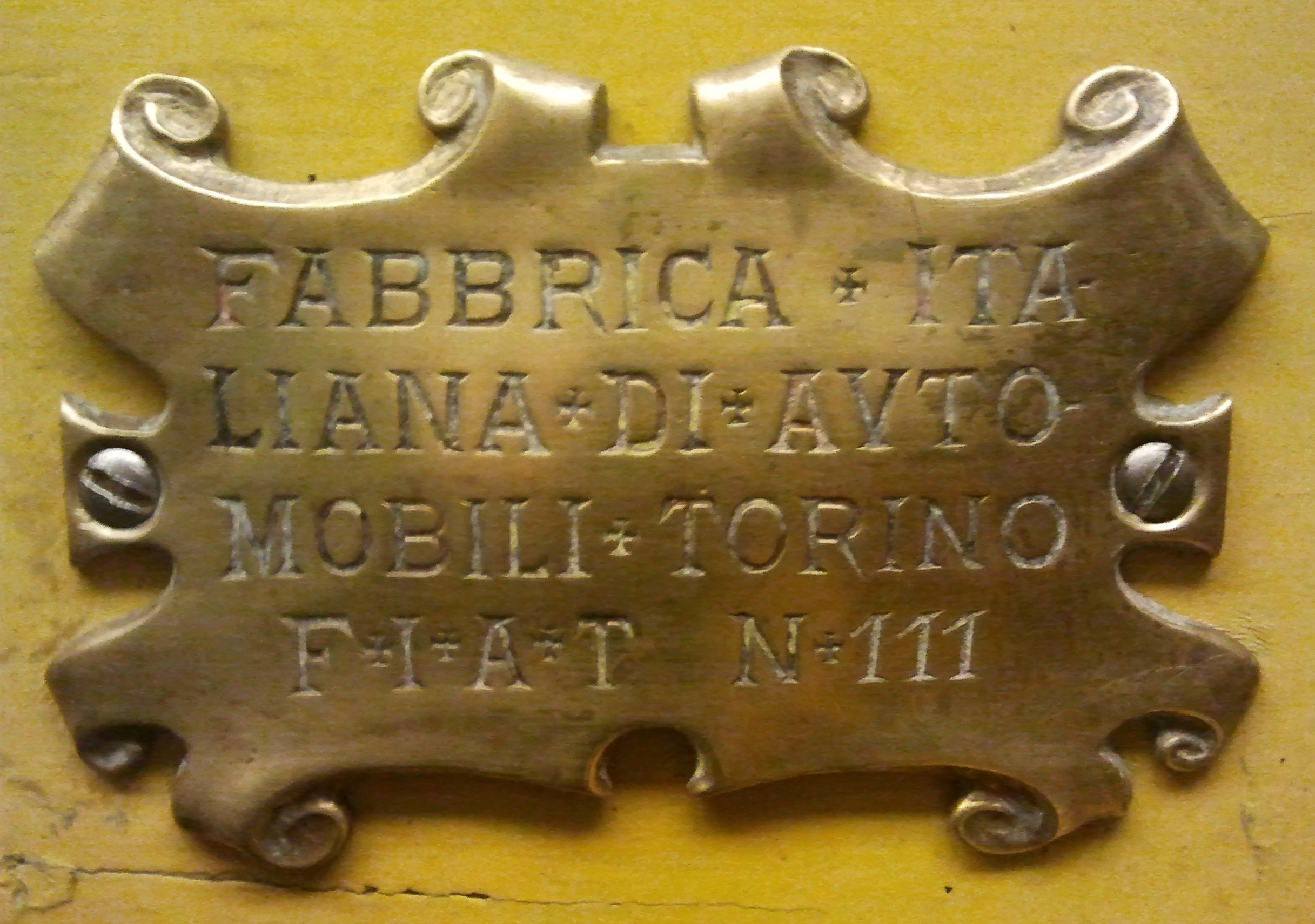
1899–1901
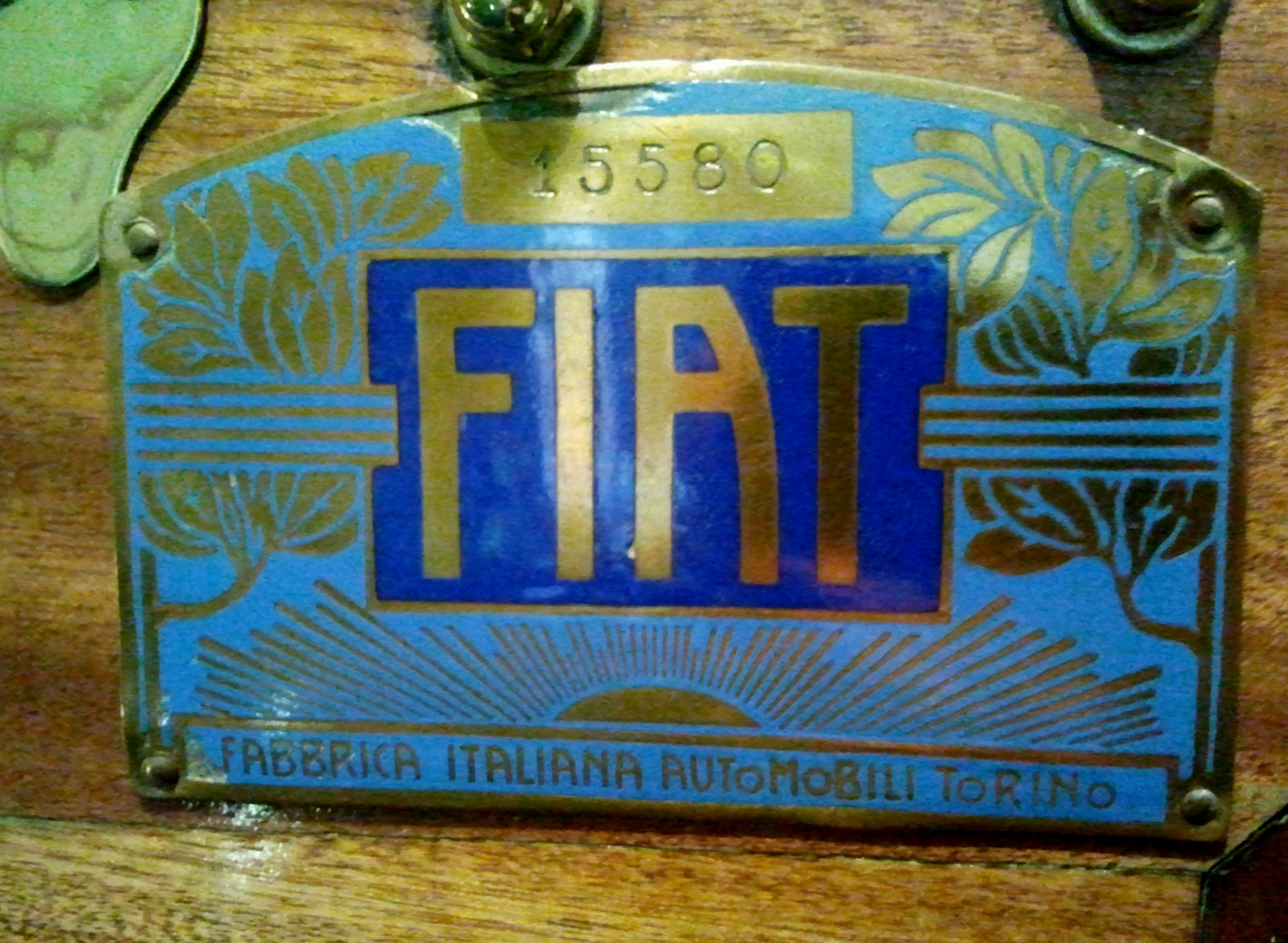
1901–1904
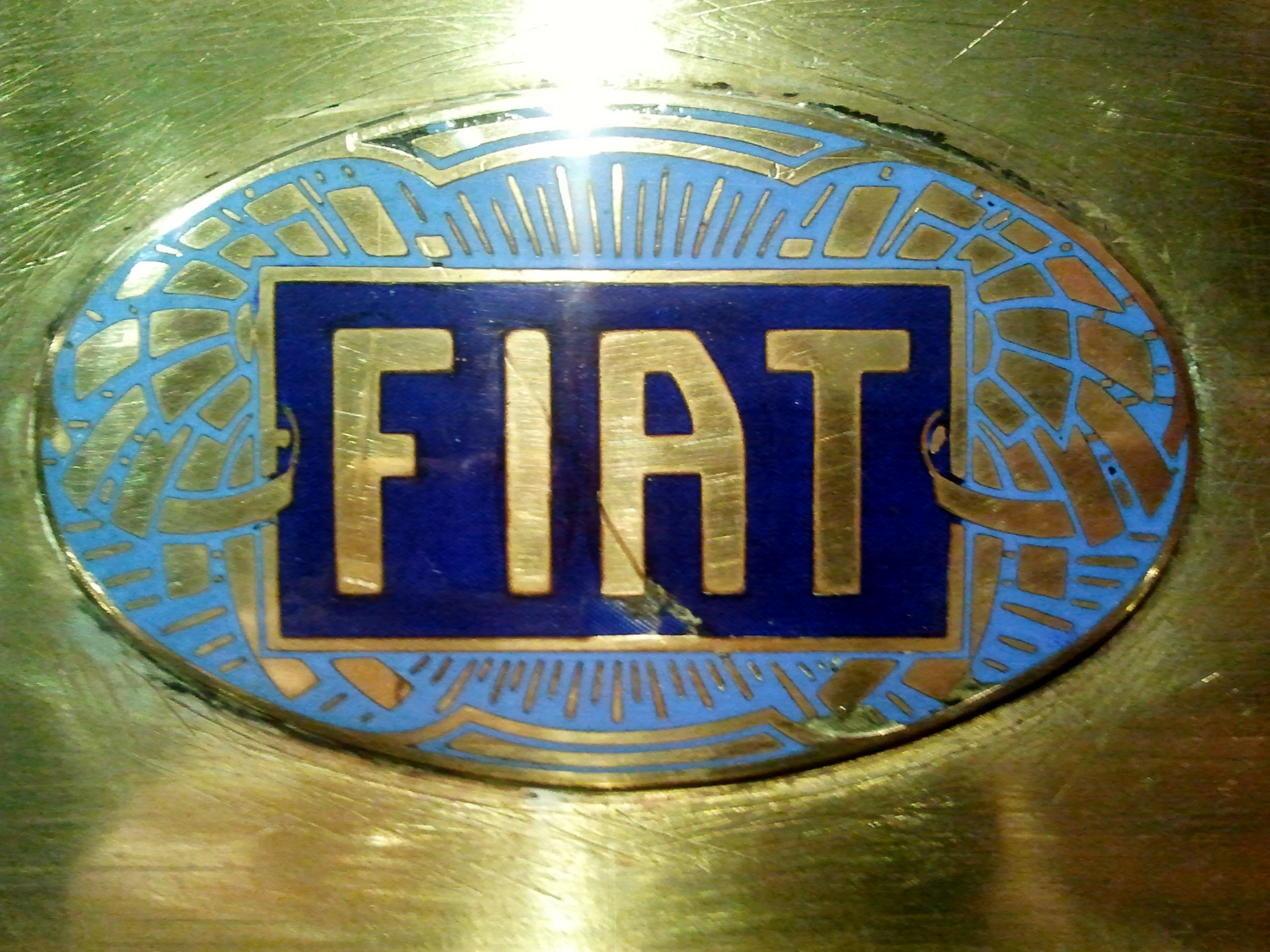
1904–1921
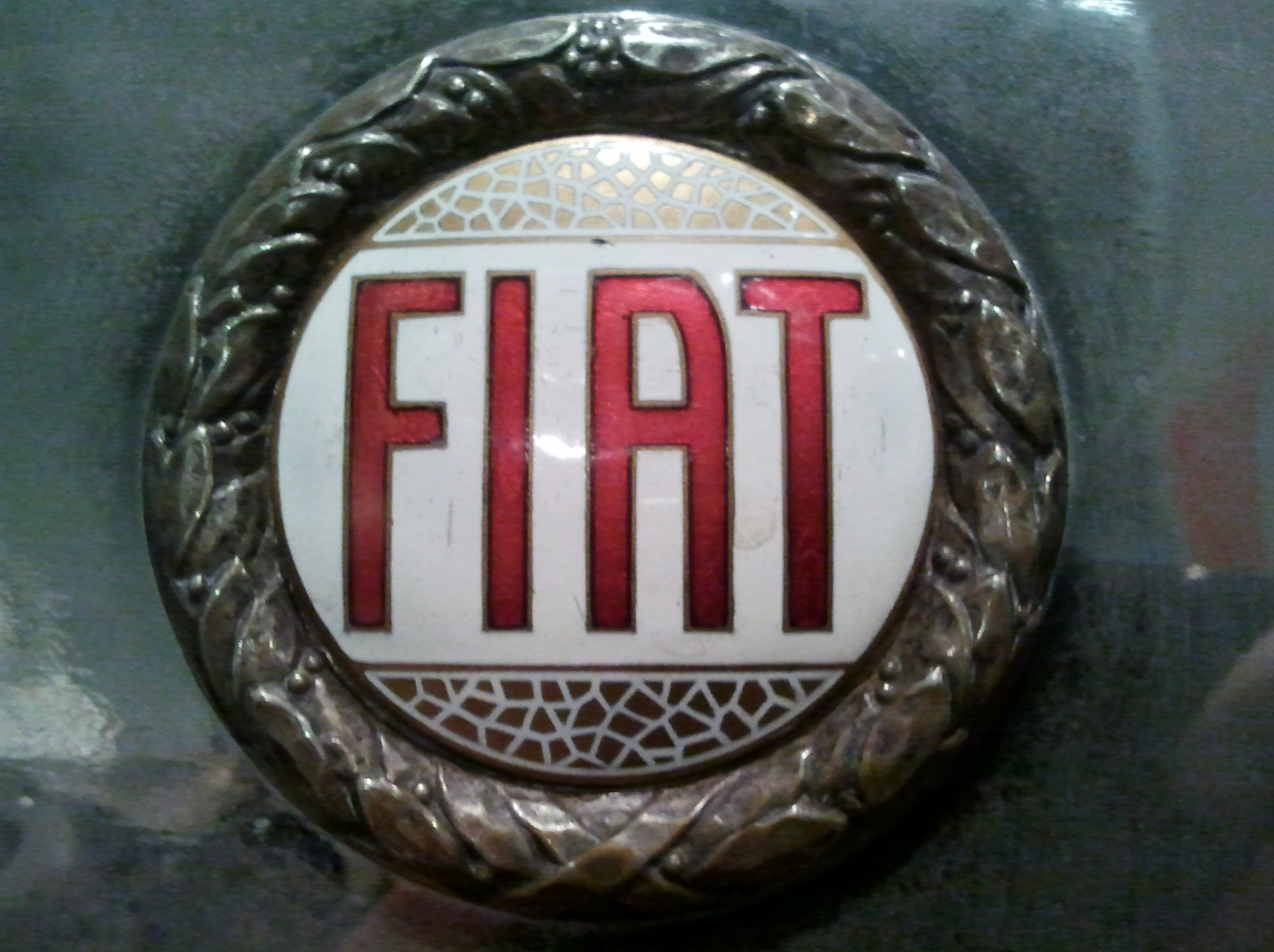
1921–1925
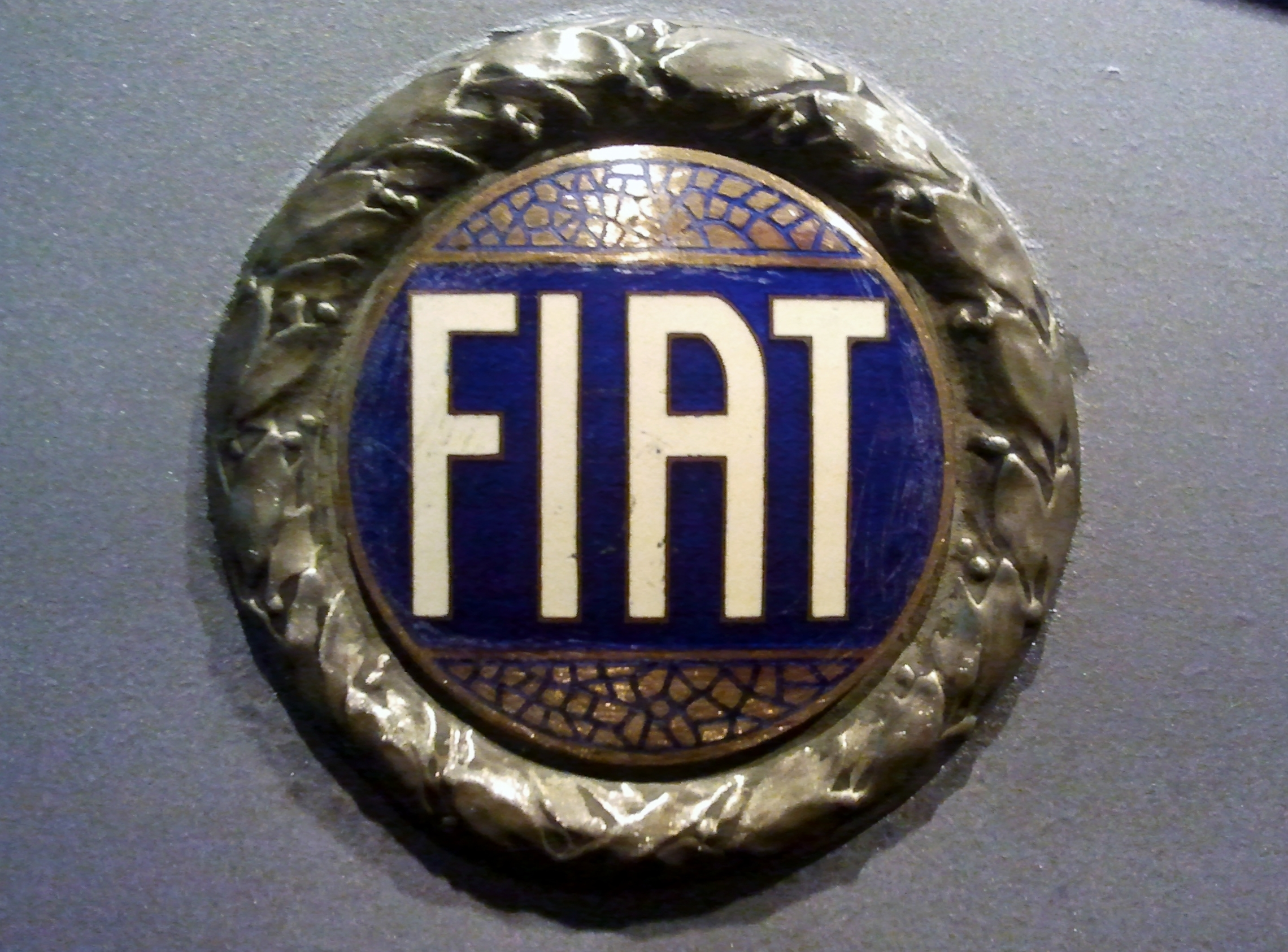
1925–1931
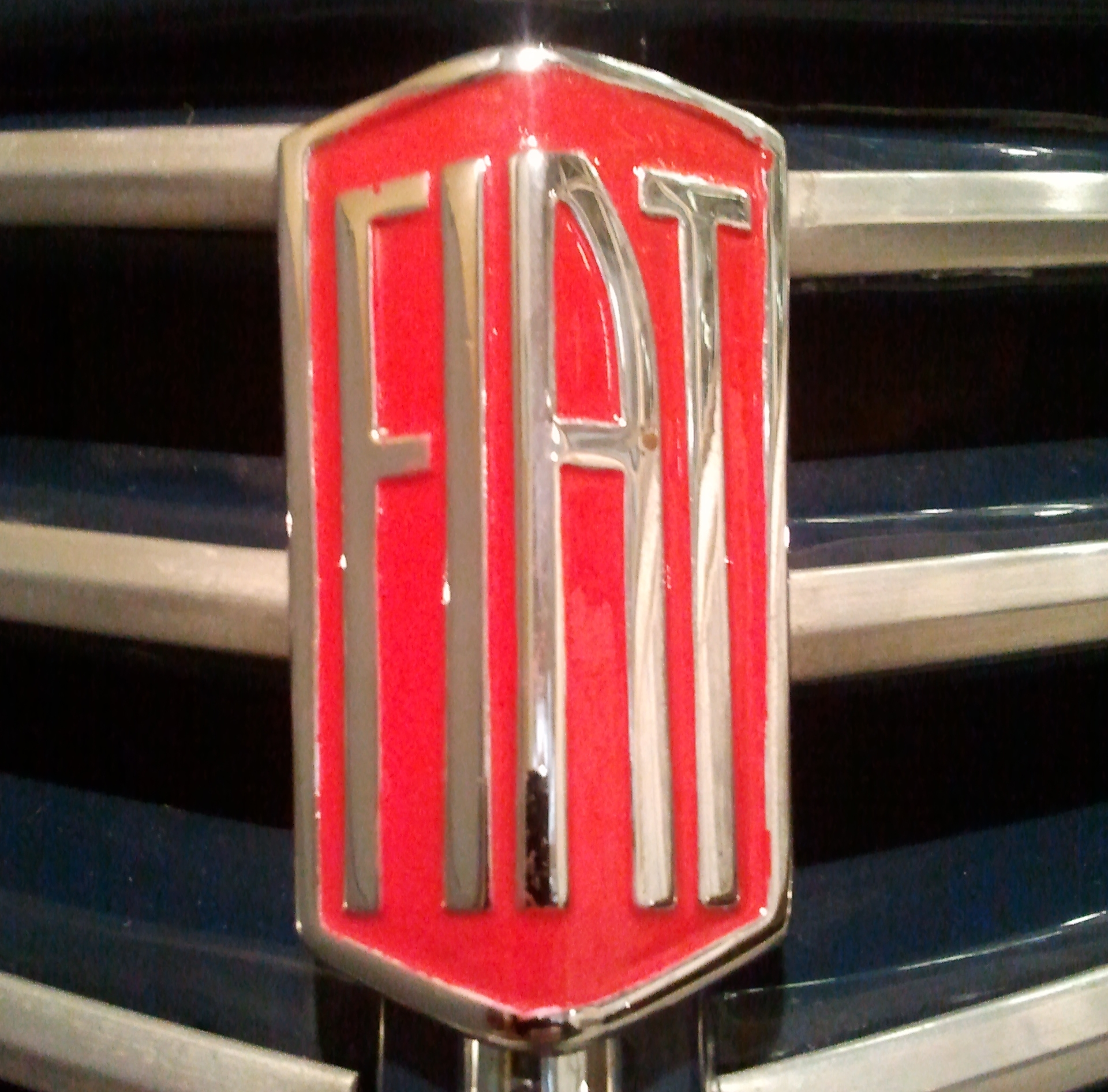
1938–1959
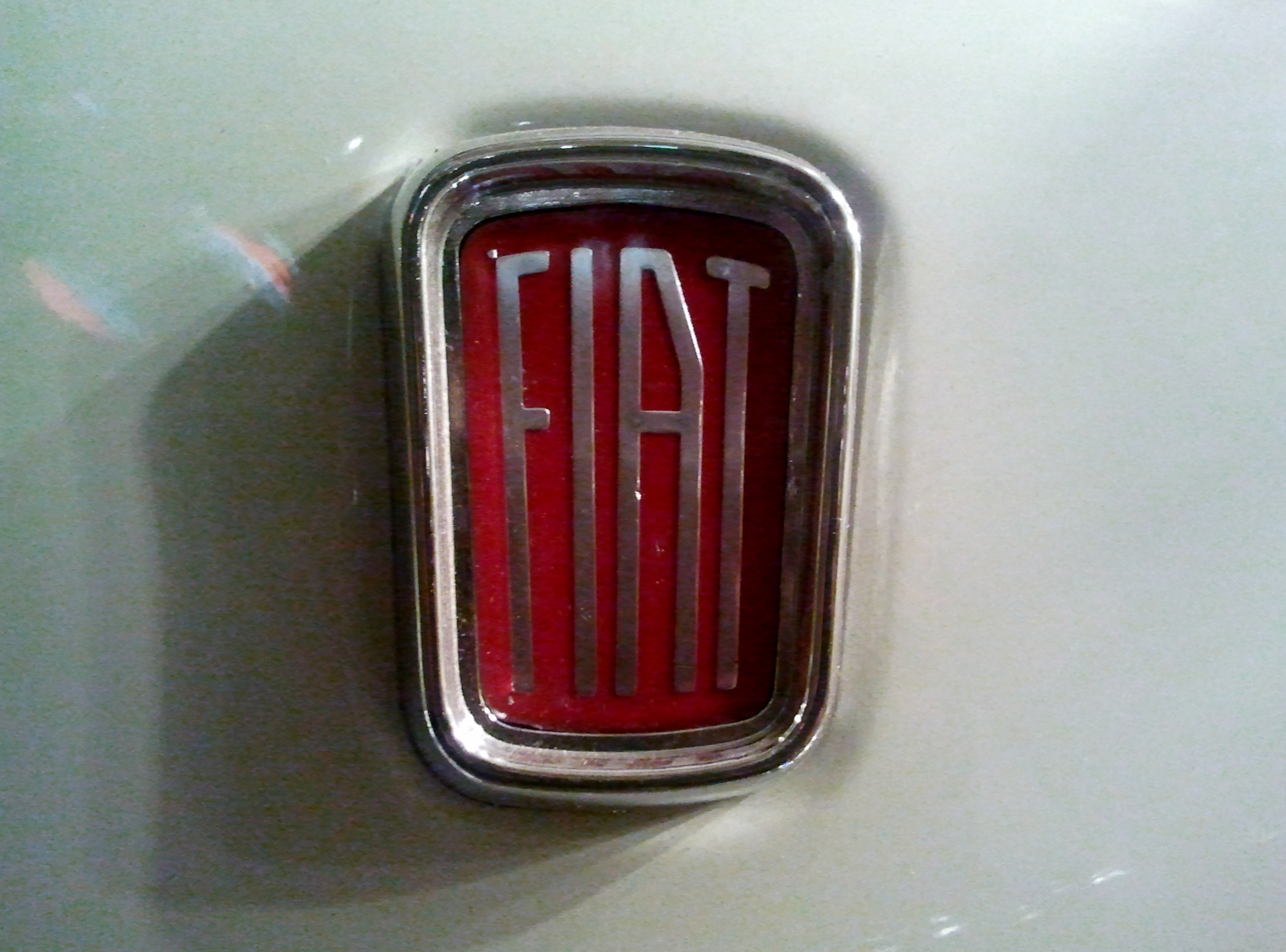
1959–1968
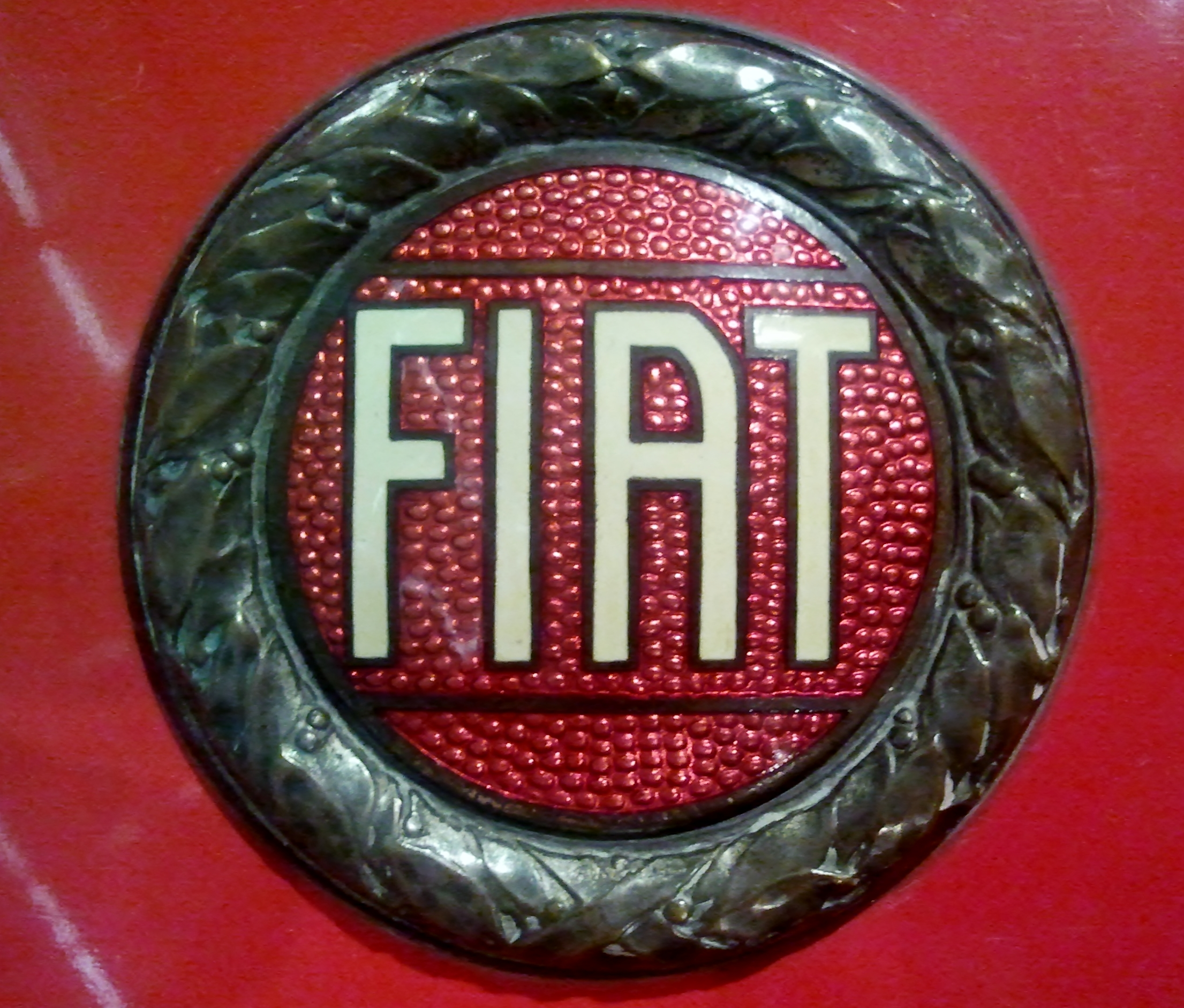
Logo für Sportmodelle, 1965–1985
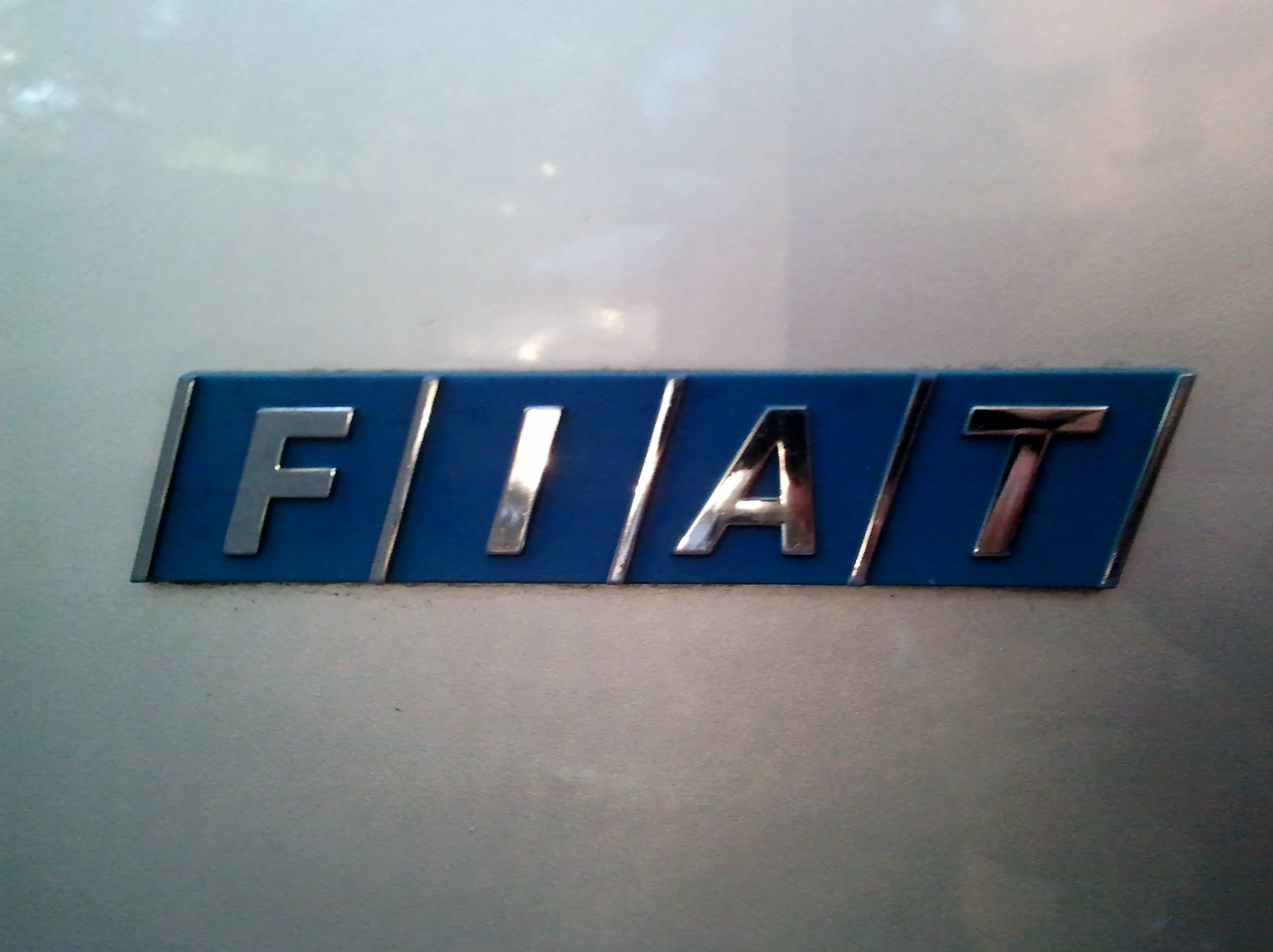
1968–1991
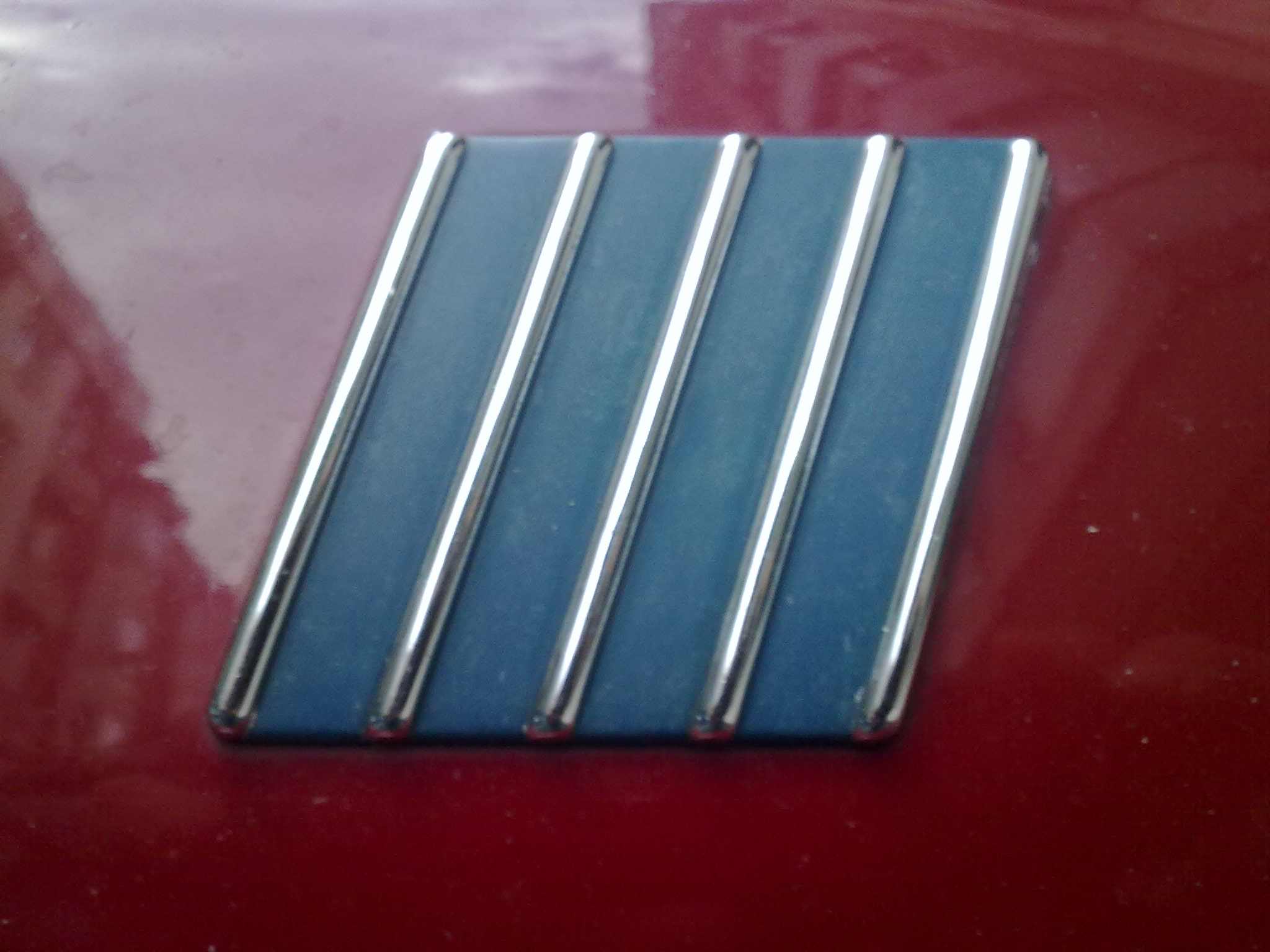
Stilisiertes Logo, 1991–1999
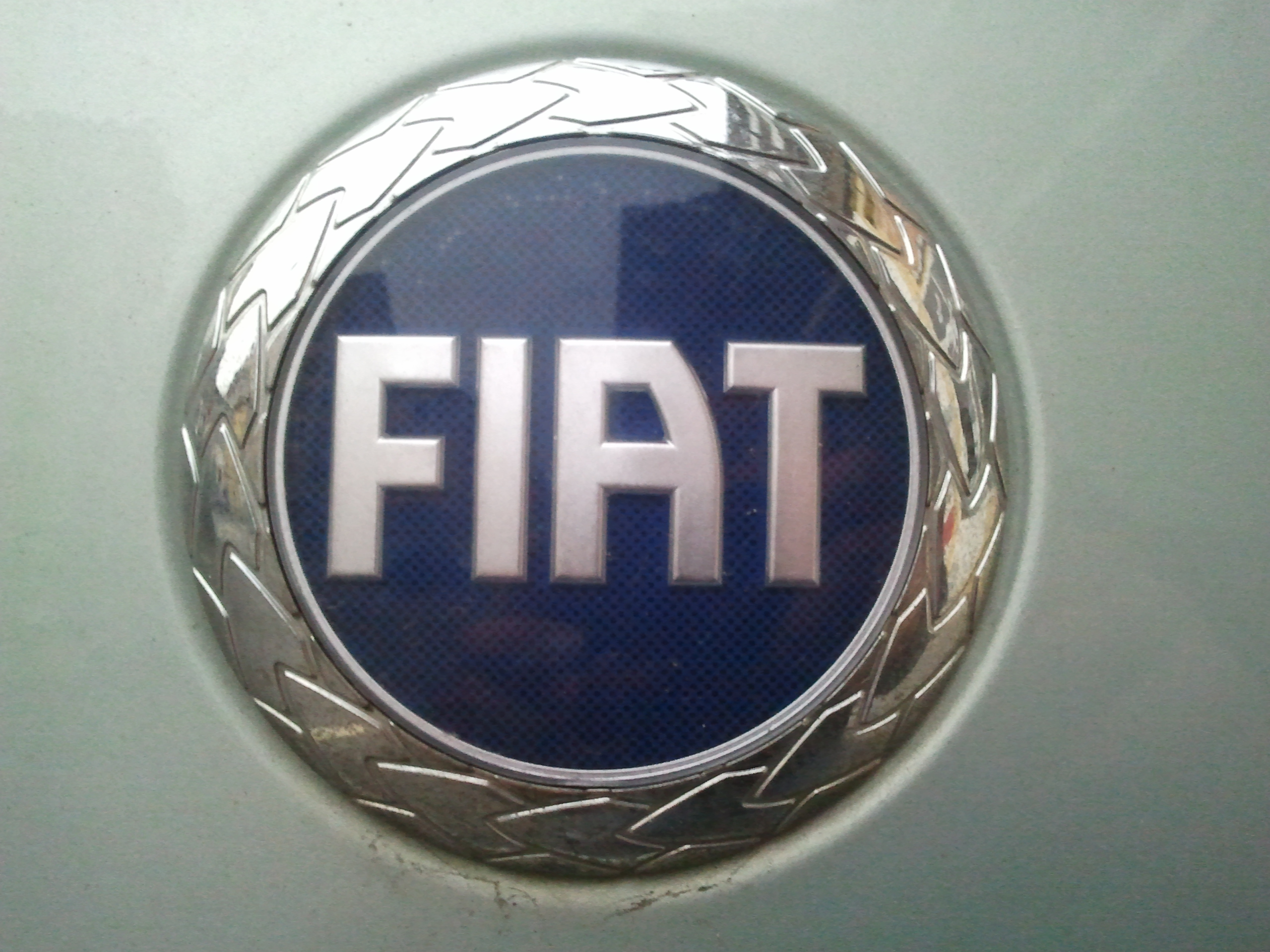
1999–2007
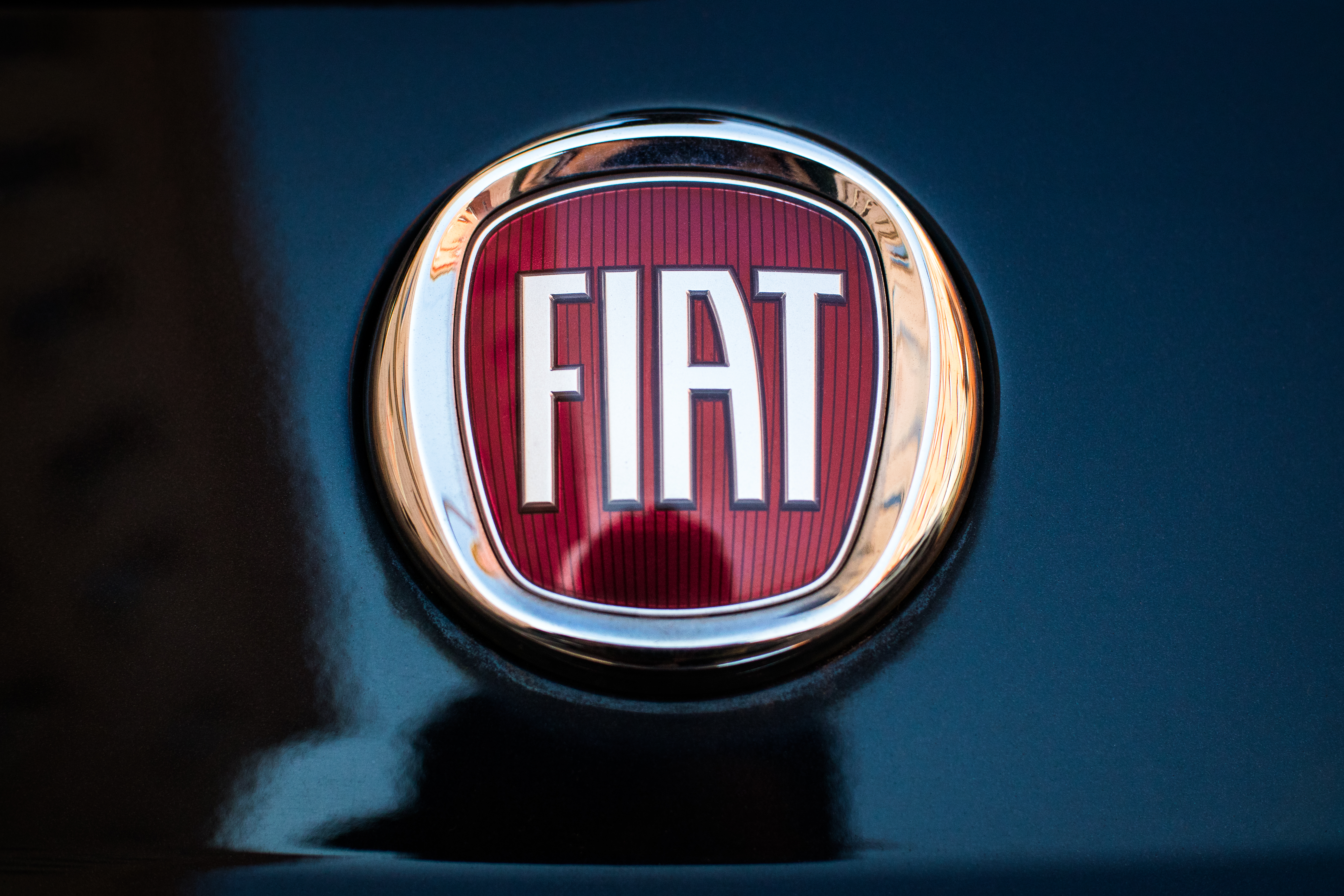
2007–2020
Seit 2020

## Fiat in Deutschland

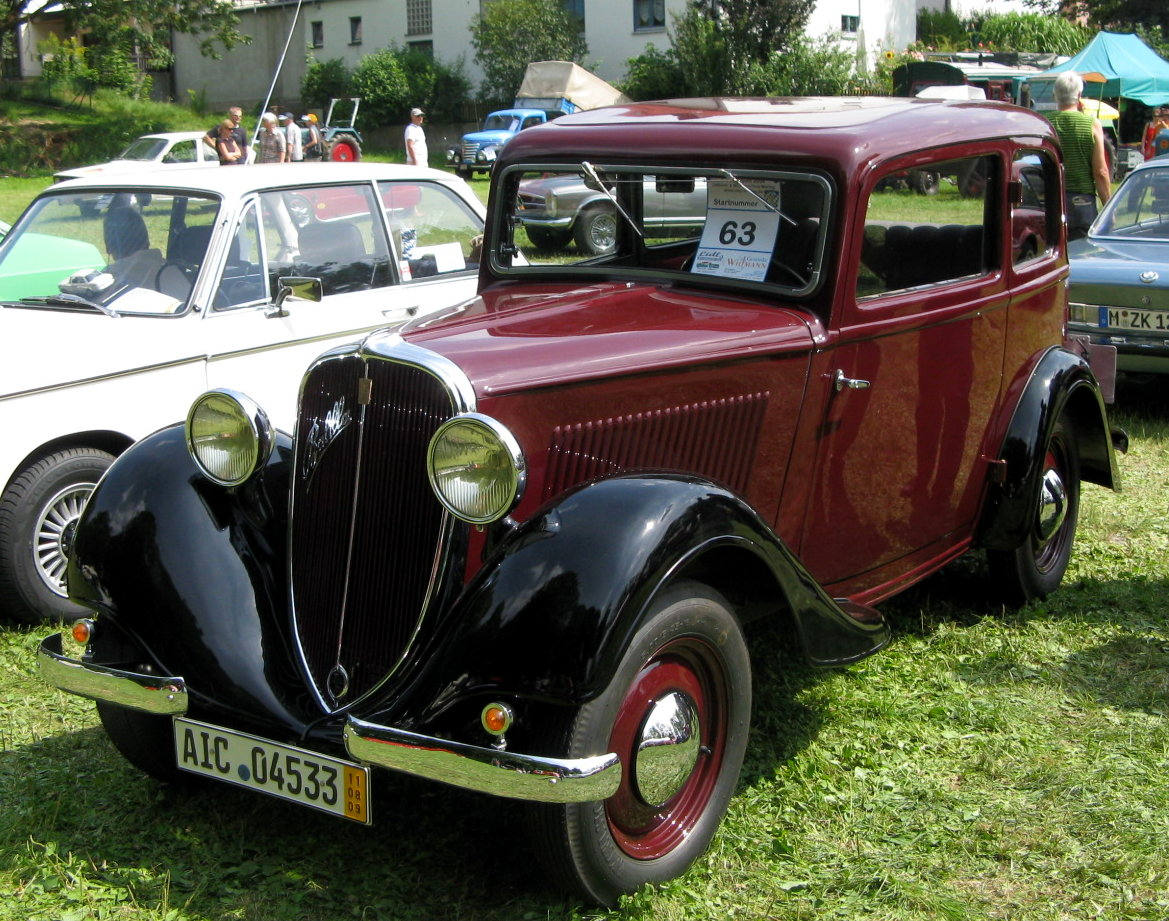
NSU-Fiat 1000 aus deutscher Produktion (1934)

Seit Anfang des 20. Jahrhunderts werden Fiat-Fahrzeuge nach Deutschland exportiert. Aufgrund des Erfolgs gründete Fiat am 5. Mai 1922 die Tochtergesellschaft Deutsche Fiat Automobil-Verkaufs-Aktiengesellschaft. Sitz der Gesellschaft war für viele Jahre Berlin. Ab 1929 wurden durch Übernahme des Heilbronner NSU-Werks auch Fahrzeuge in Deutschland gebaut; dorthin wurde auch der Sitz von Fiat Deutschland verlegt. Die alte NSU existierte weiter; zur Abgrenzung wurde das Fahrzeugwerk fortan NSU-Fiat genannt. Ab 1958 stellte die alte NSU jedoch erneut Personenwagen her und ließ Fiat die Verwendung des Namens NSU gerichtlich verbieten. Fiat vermarktete fortan die Fahrzeuge aus dem Heilbronner Werk unter den Namen Neckar und Jagst. Diese Markennamen wurden jedoch bald aufgegeben und die Fahrzeuge als Fiat verkauft. 1973 wurde die Produktion in Deutschland eingestellt. Jedoch blieben wichtige Abteilungen von Fiat in Heilbronn bis heute präsent. Erst 2007 wurde die Deutschland-Niederlassung nach Frankfurt verlegt.
Nach der Fusion von Fiat Chrysler Automobiles und der Groupe PSA zu Stellantis wurde der Sitz von Frankfurt nach Rüsselsheim verlegt, wo in dem historischen Opel-Areal genug Platz zur Verfügung steht.
| Jahr | Einheiten | Marktanteil |
| ---- | --------- | ----------- |
| 2000 | 096.370   | 2,59 %      |
| 2001 | 092.215   | 2,76 %      |
| 2002 | 082.286   | 2,53 %      |
| 2003 | 070.358   | 2,17 %      |
| 2004 | 063.819   | 1,95 %      |
| 2005 | 060.112   | 1,80 %      |
| 2006 | 078.072   | 2,25 %      |
| 2007 | 073.799   | 2,34 %      |
| 2008 | 088.111   | 2,85 %      |
| 2009 | 163.953   | 4,31 %      |

| Jahr | Einheiten | Marktanteil |
| ---- | --------- | ----------- |
| 2010 | 078.190   | 2,68 %      |
| 2011 | 080.125   | 2,52 %      |
| 2012 | 072.755   | 2,36 %      |
| 2013 | 067.753   | 2,29 %      |
| 2014 | 068.103   | 2,24 %      |
| 2015 | 070.719   | 2,21 %      |
| 2016 | 077.336   | 2,31 %      |
| 2017 | 084.324   | 2,45 %      |
| 2018 | 081.460   | 2,37 %      |
| 2019 | 089.005   | 2,47 %      |

| Jahr | Einheiten | Marktanteil |
| ---- | --------- | ----------- |
| 2020 | 089.150   | 3,06 %      |
| 2021 | 082.783   | 3,16 %      |
| 2022 | 077.771   | 2,93 %      |
| 2023 | 076.535   | 2,69 %      |
| 2024 | 057.561   | 2,04 %      |

Quelle: Kraftfahrtbundesamt (KBA)

## Modelle der Marke Fiat

### Modellübersicht

#### Interne Modellnummern
Fiat verwendet seit den 1950er-Jahren dreistellige interne Modellnummern, die teilweise mit den Verkaufsbezeichnungen übereinstimmten (Fiat 124–133). Hier eine (unvollständige) Liste dieser Nummern. Enthalten sind auch einige Fahrzeuge von Schwester-/Tochtergesellschaften:
| Interne Modellnummer | Verkaufsbezeichnung                                     | Bauzeit                                                             | Bild |
| -------------------- | ------------------------------------------------------- | ------------------------------------------------------------------- | ---- |
| Modell 100           | Fiat 600, Fiat 770                                      | 1955–1969                                                           |      |
| Modell 100 G         | Fiat 850 N / Coupé / Spider / T, Fiat 900 T / E         | 1964–1981                                                           |      |
| Modell 101           | Fiat 1400                                               | 1950–1958                                                           |      |
| Modell 103           | Fiat 1100-103, Fiat 1200                                | 1953–1970                                                           |      |
| Modell 104           | Fiat 8V                                                 | 1952–1955                                                           |      |
| Modell 105           | Fiat 1900, Fiat Campagnola                              | 1952–1958                                                           |      |
| Modell 110           | Fiat Nuova 500 Limousine                                | 1957–1977                                                           |      |
| Modell 112           | Fiat 1800, Fiat 2100                                    | 1959–1968                                                           |      |
| Modell 114           | Fiat 2300, Fiat 2300 S Coupé                            | 1961–1968                                                           |      |
| Modell 115           | Fiat 1500 / C, Fiat 1500 Cabriolet                      | 1961–1968                                                           |      |
| Modell 116           | Fiat 1300 / C                                           | 1961–1966                                                           |      |
| Modell 118           | Fiat 1500 / S / L, Fiat 1600 Cabriolet                  | 1961–1968                                                           |      |
| Modell 120           | Fiat Nuova 500 Giardiniera (Kombi)                      | 1960–1972                                                           |      |
| Modell 124           | Fiat 124, 124 Coupé, 124 Spider                         | 124 Limousine: 1966–1975 124 Coupé: 1967–1976 124 Spider: 1966–1985 |      |
| Modell 125           | Fiat 125                                                | 1967–1972                                                           |      |
| Modell 126           | Fiat 126, Fiat 126 BIS                                  | 1972–2000                                                           |      |
| Modell 127           | Fiat 127                                                | 1971–1987                                                           |      |
| Modell 128           | Fiat 128, Fiat X1/9                                     | 128: 1969–1983 X1/9: 1972–1988                                      |      |
| Modell 130           | Fiat 130, Fiat 130 Coupé                                | 130 Limousine: 1969–1976 130 Coupé: 1971–1977                       |      |
| Modell 131           | Fiat 131                                                | 1974–1984                                                           |      |
| Modell 132           | Fiat 132, Fiat Argenta                                  | 132: 1972–1981 Argenta: 1981–1986                                   |      |
| Modell 133           | Fiat 133                                                | 1975–1976                                                           |      |
| Modell 135           | Fiat Dino                                               | 1966–1972                                                           |      |
| Modell 138           | Fiat Ritmo, Fiat Regata                                 | Ritmo: 1978–1988 Regata: 1983–1990                                  |      |
| Modell 141           | Fiat Panda (1. + 2. Serie)                              | 1980–2003, Facelift 1986                                            |      |
| Modell 146           | Fiat Uno, Fiat Duna                                     | Uno: 1983–1995 Duna: 1987–1992                                      |      |
| Modell 147           | Fiat 147 (Brasilien) bzw. Fiat Fiorino                  | 1977–2000                                                           |      |
| Modell 150           | Fiat 500 (2007)                                         | 2007–2024                                                           |      |
| Modell 154           | Fiat Croma I                                            | 1985–1996, Facelift 1991                                            |      |
| Modell 159           | Fiat Tempra                                             | 1990–1996, Facelift 1993                                            |      |
| Modell 160           | Fiat Tipo                                               | 1988–1995, Facelift 1993                                            |      |
| Modell 169           | Fiat Panda (3. Serie)                                   | 2003–2012                                                           |      |
| Modell 170           | Fiat Cinquecento                                        | 1991–1998                                                           |      |
| Modell 175           | Fiat Coupé                                              | 1994–2000                                                           |      |
| Modell 176           | Fiat Punto I                                            | 1993–2000, Facelift 1997                                            |      |
| Modell 178           | Fiat Palio, Fiat Siena, Fiat Strada                     | 1996–2016                                                           |      |
| Modell 179           | Fiat Ulysse II                                          | 2002–2011, Facelift 2008                                            |      |
| Modell 182           | Fiat Bravo, Fiat Brava                                  | 1995–2001, Facelift 1998                                            |      |
| Modell 183           | Fiat Barchetta                                          | 1995–2005, Facelift 2003                                            |      |
| Modell 185           | Fiat Marea                                              | 1996–2002, Facelift 1999                                            |      |
| Modell 186           | Fiat Multipla                                           | 1999–2010, Facelift 2004                                            |      |
| Modell 187           | Fiat Seicento                                           | 1998–2009, Facelift 2000                                            |      |
| Modell 188           | Fiat Punto II                                           | 1999–2007, Facelift 2003                                            |      |
| Modell 192           | Fiat Stilo                                              | 2001–2008, Facelift 2004                                            |      |
| Modell 194           | Fiat Croma II                                           | 2005–2010, Facelift 2008                                            |      |
| Modell 198           | Fiat Bravo                                              | 2007–2014                                                           |      |
| Modell 199           | Fiat Grande Punto, Fiat Punto Evo                       | 2005–2018, Facelift 2009                                            |      |
| Modell 220           | Fiat Ulysse I, Fiat Scudo                               | Ulysse: 1994–2002, Facelift 1998 Scudo: 1995–2006, Facelift 2004    |      |
| Modell 223           | Fiat Doblò (Cargo). Als Pkw: Modell 119                 | seit 2001                                                           |      |
| Modell 230           | Fiat Ducato 2. Serie (Bus, Kastenwagen, Pritschenwagen) | 1994–2002                                                           |      |
| Modell 238           | Fiat 238 Bus, Pritschenwagen                            | 1966–1982                                                           |      |
| Modell 242           | Fiat 242 Kastenwagen, Pritschenwagen                    | 1975–1987                                                           |      |
| Modell 244           | Fiat Ducato 2. Serie (Facelift)                         | 2002–2006                                                           |      |
| Modell 250           | Fiat Ducato 3. Serie                                    | seit 2006                                                           |      |
| Modell 280           | Fiat Ducato 1. Serie (Bus, Kasten- u. Pritschenwagen)   | 1981–1990                                                           |      |
| Modell 290           | Fiat Ducato/Talento 1. Serie (Facelift)                 | 1990–1994                                                           |      |
| Modell 326           | Fiat Palio II, Fiat Grand Siena                         | 2012–2021                                                           |      |
| Modell 327           | Fiat „Novo“ Uno                                         | 2010–2021                                                           |      |
| Modell 330           | Fiat 500L                                               | 2012–2022                                                           |      |
| Modell 332           | Fiat 500 (2020)                                         | seit 2020                                                           |      |
| Modell 334           | Fiat 500X                                               | 2014–2024                                                           |      |
| Modell 319           | Fiat Panda/Pandina III                                  | seit 2011                                                           |      |
| Modell 350           | Fiat Idea                                               | 2003–2012                                                           |      |
| Modell 356 / 357     | Fiat Tipo                                               | seit 2015                                                           |      |
| Modell 348           | Fiat 124 Spider (2016)                                  | 2016–2020                                                           |      |

#### Lizenzfertigung
In den verschiedensten Ländern wurden und werden Fiat-Modelle in Lizenz und teilweise unter anderen Markenbezeichnungen gebaut. So basiert der russische Lada Nova auf dem Fiat 124 aus dem Jahr 1967, die jugoslawischen Zastavas hatten den Fiat 128 und den Fiat 600 zum Vorbild. In Indien wurde der ehemalige Fiat 1100 als Premier gebaut. In der Türkei werden nach wie vor Weiterentwicklungen des Fiat 131 Mirafiori in verschiedenen Versionen unter der Marke Tofaş gebaut. Diese Fahrzeuge tragen teilweise sogar Plaketten mit dem Hinweis darauf, dass es sich um Lizenzbauten von Fiat handelt. Der ehemalige Polski-Fiat 125 von FSO benutzte den Fiat 125 als technische Basis, der Polski-Fiat 126 war ein Nachbau des Fiat 126 von FSM. Auch die spanischen Seat waren bis zum Beginn der 1980er-Jahre ausschließlich Fiat-Nachbauten. Von 1966 bis 1968 wurden von dem bulgarischen Hersteller Balcancar unter der Bezeichnung Pirin-Fiat geringe Stückzahlen der Fiat-Modelle 850, 850 Coupé, 124 und 124 Kombi aus Originalteilen gefertigt.

## Produktionszahlen Fiat LKW 1912 bis 1918
Produktionszahlen der Jahre 1912 bis 1918
| Jahr                          | 1912 | 1913 | 1914  | 1915  | 1916   | 1917   | 1918   |
| ----------------------------- | ---- | ---- | ----- | ----- | ------ | ------ | ------ |
| Fiat LKW                      | 624  | 496  | 1.408 | 6.657 | 12.225 | 17.217 | 14.304 |
| Export italienische Lastwagen |      |      |       | 1.613 | 4.974  | 7.916  |        |

## Lastkraftwagen der Marke Fiat
- Fiat 1 F 1911–1913
- Fiat 2 F 1911–1921
- Fiat 12-15 HP 1907–1910
- Fiat 15-20 HP 1909–1910
- Fiat 15 Ter 1911–1922
- Fiat 16 1911–1912
- Fiat 17 1911–1913
- Fiat 18-24 HP 1906–1910
- Fiat 18 1911–1921
- Fiat 19 1911–1912
- Fiat 24 HP 1903–1905
- Fiat 28-40 HP 1907–1910
- Fiat Dovunque 35 1936–1948
- Fiat 38R 1936–1944
- Fiat CL 39 1940–1945
- Fiat 614 1930–1934
- Fiat 618 1934–1937
- Fiat 603 1925–1929
- Fiat 605 1926–1929
- Fiat 621 1929–1939
- Fiat 632 1931–1936
- Fiat 633 1935–1938
- Fiat 634 1934–1939
- Fiat 635RC 1938–1939
- Fiat 639N 1950–1961
- Fiat 665NM 1942–1944
- Fiat 666N 1939–1948
- Fiat 615 1951–1965
- Fiat 616 1965–1978
- Fiat 682 14t, etwa bis 1970
- Fiat 642 1952–1963
- Fiat 650 1960–1975
- Fiat 690 1960–1973
- Daily seit 1978
- Fiat 1100 T 1957–1971
- Fiat 238 1966–1982
- Fiat 241 ? –1974
- Fiat 242 1975–1987
- Fiat Ducato seit 1982

## Traktoren und Zugmaschinen der Marke Fiat
- Fiat 20B 1915–1920
- Fiat 30 1915
- Fiat-SPA TL37 1937–1948
- Fiat 700 1926–1940
- Fiat 702 1919–1925
- Fiat 703 1924–1925
- Fiat 708 1934–1943
- Fiat 727 1943
- Fiat 40 Boghetto 1939–1947
- Fiat 700D 1942–1950
- Fiat 40B1 1939–1944
- Fiat 50 1946–1950
- Fiat 600 1949–1951
- Fiat 601 1949–1951
- diverse weitere Modelle ab den 1950er/60er Jahren
- diverse weitere Modelle mit der Marke Fiatagri

## Flugzeuge der Marke Fiat
- Fiat A120
- Fiat AS.1
- Fiat BGA
- Fiat BR.
- Fiat BR.20
- Fiat C
- Fiat CR.1
- Fiat CR.20
- Fiat CR.25
- Fiat CR.30
- Fiat CR.32
- Fiat CR.42
- Fiat G.2
- Fiat G.5
- Fiat G.8
- Fiat G.12
- Fiat G.18
- Fiat G.46
- Fiat G.49
- Fiat G.50
- Fiat G.55
- Fiat G.59
- Fiat G.80
- Fiat G.91
- Fiat G.222
- Fiat R.2
- Fiat R.22
- Fiat RS.14

## Projekte

### Phylla
Das Forschungsprojekt Phylla (griechisch für Blatt) wurde ab 2007 zusammen mit dem Politecnico di Torino, der Handelskammer Turin, dem Europäischen Design-Institut und dem Biokunststoffproduzenten Novamont betrieben und von der Regionalregierung des Piemont mit 1,2 Millionen Euro finanziert. Es sollte im Jahr 2010 in Serienproduktion gehen, hatte jedoch im März 2011 noch Studien-Status.
Das Auto hat eine Länge von 2,99 Meter, ein Gewicht von 750 kg und 4 Sitzplätze. Die Kunststoffe, die für die Karosserie verwendet wurden, sollen vollständig biologisch abbaubar sein.
Als emissionsfreie Antriebe sollen drei Alternativen zur Verfügung stehen:
- Lithium-Ionen-Akku (Reichweite 145 Kilometer)
- Lithium-Polymer-Akku (Reichweite 220 Kilometer)
- ein Wasserstoffmotor oder eine kleine Brennstoffzelle

Der Strom sollte nicht nur aus der Steckdose, sondern auch über Photovoltaikzellen erzeugt werden, die allein für eine Strecke von 12 bis 18 Kilometern reichen sollten.
Aufgrund der Architektur, die Fahrgastzelle und Fahrgestell als getrennte Einheiten definiert, sollte sich das Auto ohne großen Aufwand als viersitziger Pkw, als Pick-up, Minilieferwagen oder Behindertenfahrzeug produzieren lassen.

### P-MOB
Seit Mai 2010 existiert ein Projekt namens P-MOB, an dem neben Fiat unter anderem auch Siemens und die University of Sheffield beteiligt sind. Bis zum Projektende am 30. April 2013 sollte ein Fahrzeug mit integrierten Photovoltaikzellen entwickelt werden.

## Trivia
Kritiker oder Spaßmacher meinten spöttisch, „Fiat“ stünde für „Fehler in allen Teilen“.